# Montchat
Vous lisez un « article de qualité » labellisé en 2017.
Montchat — /mɔ̃ʃa/ — est un quartier du 3e arrondissement de la commune française de Lyon. Il en forme la partie orientale. Il se termine à l'est par une butte limitrophe de Bron et jouxte, dans sa partie nord, Villeurbanne.
Sur le domaine de Montchat, simple campagne initialement en Dauphiné, une maison forte est construite au XVIe siècle : le château de Montchat. Il accueille notamment la reine Christine. Plus tard, en 1852, Lyon s'étend et le 3e arrondissement est créé. Il représente toute la partie à l’est du Rhône. De ce fait la commune de La Guillotière est absorbée or il se trouve, à l'une de ses extrémités, Montchat toujours aussi peu habité. C'est donc au milieu du XIXe siècle que les propriétaires fonciers répondent à la demande démographique du centre-ville par l’urbanisation de leur domaine. Le plan de lotissement établit à Montchat des parcelles de quelques centaines de mètres carrés pour écarter l’industrie. Ceci marque encore le quartier.
Devenu partie constituante de Lyon, ce quartier d'environ 14 000 habitants en 2013 garde un « esprit village ». Les petites villas bordent des rues qui portent les prénoms portés par la famille du premier lotisseur Jean Louis Richard-Vitton. Elles essaient de résister à la pression immobilière. Son caractère principalement résidentiel induit une économie tournée vers les besoins locaux. Ainsi il dispose de services et de commerces adaptés. Le souci d’équipements adéquats, présent dès son émergence, perdure. L’ensemble rend le quartier autonome.
Certes, l'histoire ancienne marque le château, mais les deux espaces verts, en pleine agglomération, contiennent aussi des souvenirs qui rappellent une l'époque plus récente. Cependant le quartier ne vit pas dans le passé et, témoin de son dynamisme, l'animation sociale ne cesse pas d'y prospérer depuis un siècle.

## Géographie

### Localisation
Le quartier Montchat, à l'est du Rhône, forme la partie orientale du territoire de la commune de Lyon. Il se termine à l'est par une butte limitrophe de Bron et jouxte au nord Villeurbanne. Son étendue est d'environ 1,420 km2.
Montchat, conformément aux données de l'Institut national de l'information géographique et forestière (IGN) et à l'usage, est délimité par quatre voies pratiquement rectilignes,. Il s’agit au nord, de la route de Genas donc de Villeurbanne ; à l'est, du boulevard Pinel et de la rue du Vinatier donc de Bron ; au sud, de l'avenue Lacassagne donc du quartier Grange-Blanche et à l'ouest, de la rue Feuillat donc du quartier Sans-Souci–Dauphiné.
Ceci correspond presque aux limites des conseils de quartiers mais exclut le domaine de Grange-Blanche ayant par ailleurs une origine et un devenir bien différents. Il y est construit, à partir de 1913, l'hôpital Grange-Blanche devenu depuis l'hôpital Édouard-Herriot,.

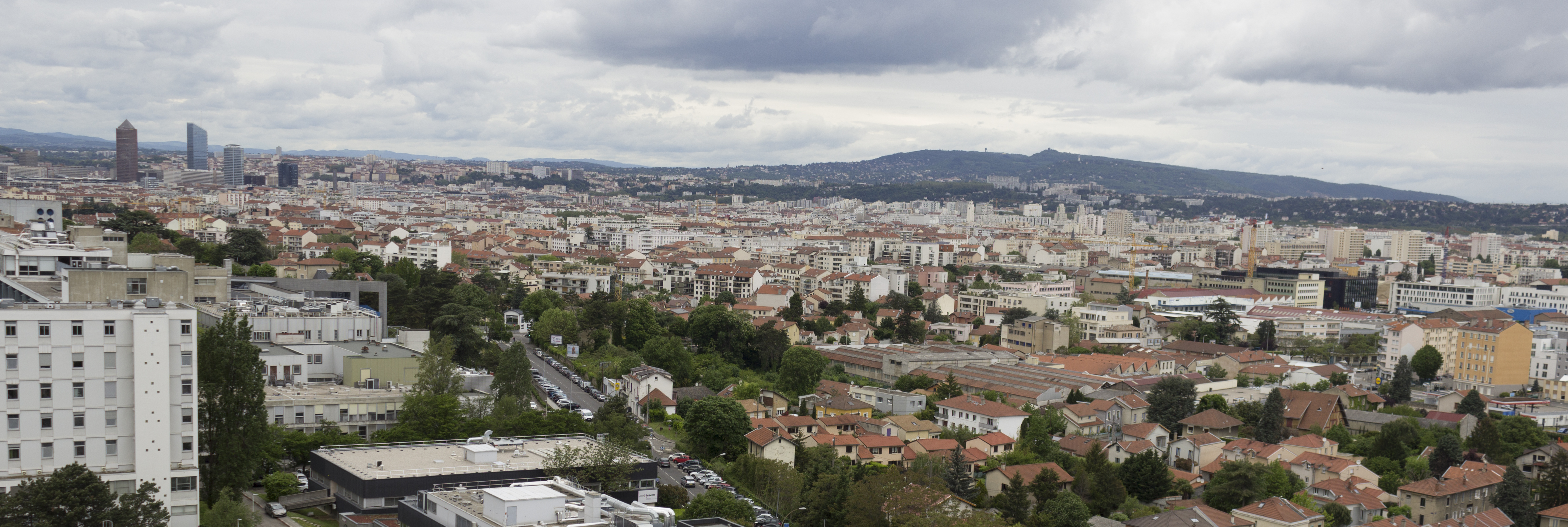
Partie est de Montchat : au premier plan immeubles et bâtiments industriels de Bron ; au nord, au-delà d'une discrète limite de verdure, immeubles de Villeurbanne[N 3]. 2016.

### Géologie et relief, hydrographie

Carte géologique simplifiée de Montchat.
Trait continu orange : limites du quartier
Trait pointillé violet : limites communales
Moraine würmienne (Gx4)
Terrasse de Villeurbanne (Fx5V)
Terrasse de la Guillotière (Fx6G)
Alluvions fluviatiles récentes (Fy-z)

Lyon est à la confluence de trois régions géographiques et de deux cours d’eau. Se trouvent donc à l’ouest le plateau lyonnais, au nord-est la Dombes et au sud-est la plaine du Bas Dauphiné. Montchat se situe sur la terminaison ouest de la plaine du Bas Dauphiné et appartient à la plaine de l’est lyonnais.
La plaine du Bas Dauphiné est un ensemble tertiaire constitué d’une série sédimentaire de plusieurs centaines de mètres d’épaisseur. Elle est faite de sables marneux et de molasse — transgression marine du Miocène — remodelés par la dynamique des glaciers au Quaternaire, aux buttes caractéristiques, les molards. Ainsi les molasses miocènes de cette plaine sont entièrement recouvertes par les formations glaciaires qu’il s’agisse de moraines à blocs sur les bosses et les buttes ou des dépôts fluvio-glaciaires qui réalisent un ensemble alluvionnaire épais de cailloutis, de sables caillouteux et parfois de dépôts argileux en contrebas. Au niveau de la plaine de l'est, l'altitude du Rhône est de 162 mètres. Du Rhône vers l'est se succèdent trois unités topographiques. La première est constituée d'une plaine d'alluvions (Fy-z) puis viennent deux terrasses fluvio-glaciaires (Fx5V et Fx6G) et enfin se trouvent les moraines (Gx4) — dénommées buttes — déposées par les glaciers. Ainsi à Montchat, où se rencontrent les deux dernières formations, se trouve la butte de Bron avec un quartier qui s'élève de 178  à   208 mètres. Le dénivelé se situe au niveau de la rue Ferdinand-Buisson, qui longe le parc Chambovet — point culminant — mitoyen de Bron.
La plaine de l'est se caractérise par sa grande perméabilité et, à Montchat, il n'existe pas de réseau hydrographique de surface.

### Voies de communication et transports
Le début du XXIe siècle hérite de toutes les infrastructures de transport. La vitalité du quartier s'observe face à leur développement et à l'installation de nouveaux modes de déplacement.

#### Transports en commun
À la fin du XXe siècle les structures juridiques qui régissent les transports en commun se sont transformées. À la Compagnie des omnibus et tramways de Lyon (OTL) succède la Société des transports en commun de Lyon (dite TCL). Puis celle-ci n’est plus qu’une marque et fait place à la Société lyonnaise des transports en commun (SLTC) devenue en 2005 Keolis Lyon. Cette dernière est chargée par le Syndicat mixte des transports pour le Rhône et l'agglomération lyonnaise (SYTRAL Mobilités) de l'exploitation du réseau.
Dans ce cadre juridique changeant, le tramway de Lyon connaît progressivement une extinction. Celle-ci concerne Montchat où le 15 avril 1948, l'OTL ferme la ligne no 25. À la même date, elle modifie le tracé de sa ligne no 28 à voie normale. La traction est électrique. Le trajet suit à Montchat l’avenue Lacassagne jusqu’à la place Henri, puis longe le cours Henri (aujourd’hui Docteur-Long) et se termine à l’angle du cours Richard-Vitton. Puis le 1er juin 1951 la ligne no 2 ferme suivie le 2 septembre 1951 de la ligne no 28. Les lignes d’autobus prennent place.
Il faut attendre six ans après l’ouverture d'une première ligne, pour que le tramway revienne, le 6 décembre 2006, vers le quartier. À cette date, le SYTRAL ouvre la ligne T3 (gare Part-Dieu–Villette à station Meyzieu-Z.I.). Elle emprunte l'ancienne ligne du Chemin de fer de l'Est de Lyon. Elle pénètre Montchat à l’intersection de la rue Feuillat et de la rue Félix (station Dauphiné-Lacassagne) pour le quitter à l’extrémité ouest du cours Richard-Vitton (station Reconnaissance-Balzac). Cette ligne ne fait qu'écorner le quartier dans sa partie nord-ouest et ces deux stations consécutives restent à sa limite. Le 17 novembre 2012, le SYTRAL ouvre la ligne T5 (Grange-Blanche à Eurexpo). Seule la station Grange-Blanche, à l’extrémité sud-ouest du quartier, est en rapport avec celui-ci. Il s'y crée une interconnexion avec le métropolitain. Le 22 novembre 2019, le SYTRAL ouvre la ligne T6  (Debourg à Hôpitaux-Est-Pinel). Cette ligne parcourt une partie de la limite est du quartier et seulement les stations Vinatier et Hôpitaux-Est-Pinel sont en rapport avec celui-ci.
Initialement, à Lyon, les autobus succèdent au tramway disparu et différentes configurations de réseau sont tentées. Le retour du tramway et l’arrivée du métropolitain sont deux événements notables dans ces redistributions. Montchat au XXIe siècle est desservi par cinq lignes d'autobus. Trois d’entre elles cheminent sur ses limites. Ainsi se trouvent au nord et à l’est la C9 puis à l’est et au sud la C8, et au sud la C13. Deux lignes schématiquement parallèles, les lignes C26 et 25, pénètrent dans le quartier selon un axe sud-ouest - nord-est en suivant la rue Ferdinand-Buisson et le cours du Docteur-Long.
Enfin, le 4 septembre 1991 est ouverte par le SYTRAL la ligne D du métro de Lyon (Gorge-de-Loup à Grange-Blanche). La station Grange-Blanche, sans lui appartenir, dessert l’extrémité sud-ouest de Montchat.
Globalement, en 2023, le maillage par les transports en commun est jugé intéressant par  75% des habitants du quartier.

#### Véhicules individuels

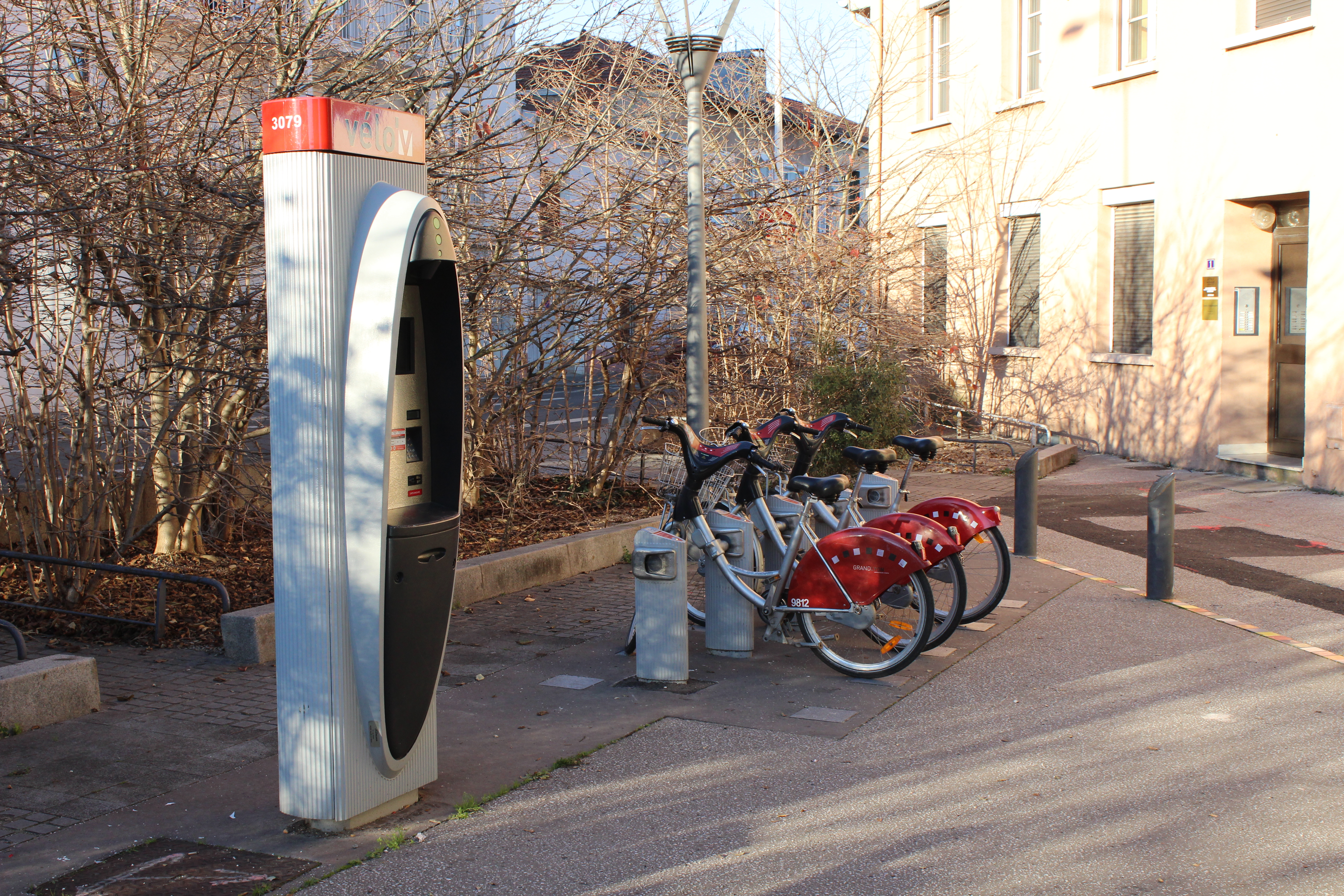
Station Vélo'v place Louise. Immeubles en bordure (2014).

Le parc automobile est important dans le quartier. En 2023, 94 % des Montchatois sont équipés d'une automobile alors que 60 % des Lyonnais en possèdent au moins une. Ceci est à rapprocher des difficultés de stationnement. Cependant il est observé peu d’accidents dans ce quartier résidentiel éloigné des axes routiers et des lieux de travail. Depuis 2008 existe un service d’autopartage dans l'agglomération — Autolib' —, le 10 octobre 2013 des voitures totalement électriques en libre-service sont disponibles — Bluely. Parmi les 51 stations lyonnaises initiales, l’une est située à Montchat. Selon certains, elle peut majorer les difficultés de stationnement connues dans le quartier. Une seconde station est implantée l’année suivante. Cependant cette offre disparait le 31 août 2020. Puis l'autopartage se répand avec plusieurs opérateurs public ou privés (Citiz, Leo&Go, E+Share Drivalia et Getaround). Il existe au moins quatre stations de recharge électrique sur les limites du quartier.
Le 19 mai 2005 est mis en place le Vélo'v qui est un service de vélos en libre-service. Depuis le 20 février 2020 la ville déploie aussi des vélos électriques. En 2024, il compte sept stations à Montchat. Ce mode de transport qualifié d'écologique est aussi apprécié par les utilisateurs pour son faible coût. Ceci se fait cependant en contrepartie de davantage de panneaux publicitaires pour financer l'opération et de dix pour cent du parc immobilisé en raison d'une utilisation parfois peu soigneuse. En 2023, 70 % des habitants possèdent un vélo. Les pistes cyclables sont, de l'avis des cyclistes comme des automobilistes, des éléments de danger ainsi elles sont considérées comme moyennes par 29 % des habitants, et passables ou mauvaises pour 44 % d'entre eux.
Les trottinettes électriques font aussi l'attention de la mairie de Lyon. En juillet 2020 Dott est retenue comme opérateur. Puis en septembre 2020 Tier Mobility est également désignée En 2023, 31 % des habitants possèdent une trottinette.

## Urbanisme

### Morphologie urbaine
Le plan de lotissement de Richard-Vitton donne une orientation principale selon l’allée qui mène au château. Le quartier est alors constitué de petites parcelles de quelques centaines de mètres carrés desservies par un réseau géométrique de rues étroites construit à partir de la rue Henri — devenue cours Docteur-Long — parallèle à l’allée du château. Ce lotissement est dominé par des pavillons de deux niveaux, souvent associés à une activité de service ou d’artisanat. Actuellement ces maisons sont encore le plus souvent entourées d’un petit jardin avec un cèdre ou un platane et elles ont une entrée décorée par une glycine. Puis « le tissu originel du quartier composé de maisons de villes et de petits immeubles a laissé la place, pour une large part, à des constructions récentes plus élevées [mais] Le centre de quartier s’inscrit au cœur d’un tissu résidentiel et largement végétalisé où les densités demeurent relativement faibles. » Cependant « le quartier de Monchat est sujet à une forte pression foncière dans lequel on constate depuis une vingtaine d’années de nombreuses interventions qui contribuent à le dénaturer ».

### Dénomination des voies

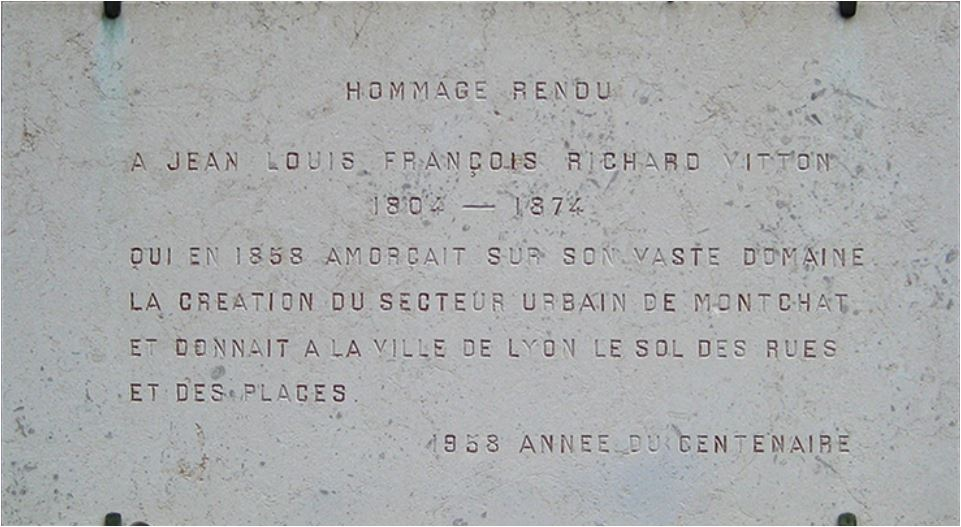
Plaque commémorant Jean Louis Richard-Vitton et sa politique d'urbanisation de Montchat. (1958).

En 1990, Maurice Vanario, archiviste de la Ville de Lyon réalise l'odonymie de la voirie de Lyon, notamment de Montchat,. À l'occasion du cent-cinquantième anniversaire de Montchat, Alain Richard-Vitton, un descendant du fondateur rappelle le 28 mai 2008 l’origine du quartier et celle du nom des rues.

#### Quartier de prénoms
Les prénoms des fils et de leurs conjoints ou des ascendants des époux Richard-Vitton sont fréquemment retrouvés. Toutefois il n'y a pas d'accord strict avec l'état civil ; il s'agit probablement des prénoms d'usage.
- Rue Amélie : premier prénom de l'épouse du second fils Henry Constantin Marie, Mlle Kœnig[39],[N 7]. Devenue rue Jean-Cardona en 1935.
- Place et rue Antoinette : prénom de la mère de Mme Richard-Vitton.
- Rue Camille : troisième prénom du cinquième et dernier fils.
- Rue Charles-Richard : premier prénom et nom du fils aîné. Au moins en 1858 se dénommait rue Richard-Laforest qui associe les deux familles puisque Charles Richard et Julie Laforest sont mariés[Bz 2],[41],[N 8].
- Place et rue Claudia : prénom de la grand-mère maternelle de Mme Richard-Vitton (en réalité Claudine (née Merle)). Devenue rue Viala en 1913.
- Rue Constant : deuxième prénom du second fils (en réalité Constantin)[43],[N 9],[N 10].
- Place et cours Henri : prénom du père de Mme Richard-Vitton (en réalité Henry[N 11]), ancien maire de La Guillotière. Elle devient le cours du Docteur-Long, résistant, en 1945.
- Rue Julie : prénom de l'épouse du fils aîné Charles Pierre, Mlle Laforest[N 12],[41].
- Rue Julien : premier prénom du troisième fils[N 13].
- Rue Louis : prénom du quatrième fils.
- Place Louise : premier prénom de Mme Richard-Vitton.
- Rue Louise : troisième prénom d'une petite-fille des époux Richard-Vitton, fille de Marie Charles Camille[54].

#### Hommages
Les patronymes sont moins spécifiques. Certains témoignent de l'empreinte des époux Richard-Vitton.
- Rue Besson : nom d'une arrière-grand-mère de Mme Richard-Vitton. Devenue, lors de son prolongement, rue Basse-Besson (avant la ferme, à l'ouest), rue Besson , et rue Gérente (après la rue Sainte-Marie, à l'est). Acquiert le nom de rue Ferdinand-Buisson en 1892.
- Rue Bonnand : nom de jeune fille de la mère de Mme Richard-Vitton (en réalité Bonand).
- Rue du Capitaine : Julien Émile Richard[N 13], troisième fils, fut capitaine des Mobiles du Rhône vers 1858[53].
- Rue Chambovet : nom de jeune fille de la mère de M. Richard-Vitton.
- Cours Eugénie : hommage rendu par les époux Richard-Vitton à l’Impératrie Eugénie de Montijo, épouse de Napoléon III.
- Rue Kœnigsberg : transformation par le langage populaire de Kœnig bey, nom et titre honorifique égyptien du beau-père du second fils Henry Constantin Marie[39]. Devenue rue Piperoux avant 1868.
- Cours Richard-Vitton : initialement, en 1858, simplement Richard du nom d'état-civil du propriétaire. Puis à sa donation en 1875 le conseil municipal honore le nom d'usage ce dernier[N 14].

#### Cours Richard-Vitton
Le cours Richard-Vitton débute place de la Reconnaissance et finit place Kimmerling, sur le territoire de la commune de Bron.
Dénommée cours Richard sur le plan de lotissement de 1858, cette voie est décrite comme « un chemin de 1 212 mètres de longueur et de 12 mètres de largeur établi en ligne droite dans le quartier de Montchat ». D'une valeur de 21 000 francs, elle est cédée gratuitement par Mme veuve Richard-Vitton à la commune de Lyon qui l'accepte le 30 décembre 1875 et la désigne comme « chemin vicinal ordinaire no 154, dit cours Richard-Vitton ».
Actuellement, ce cours est une rue commerçante surtout dans la portion qui va de la place Antoinette à la place Ronde.

### Logement

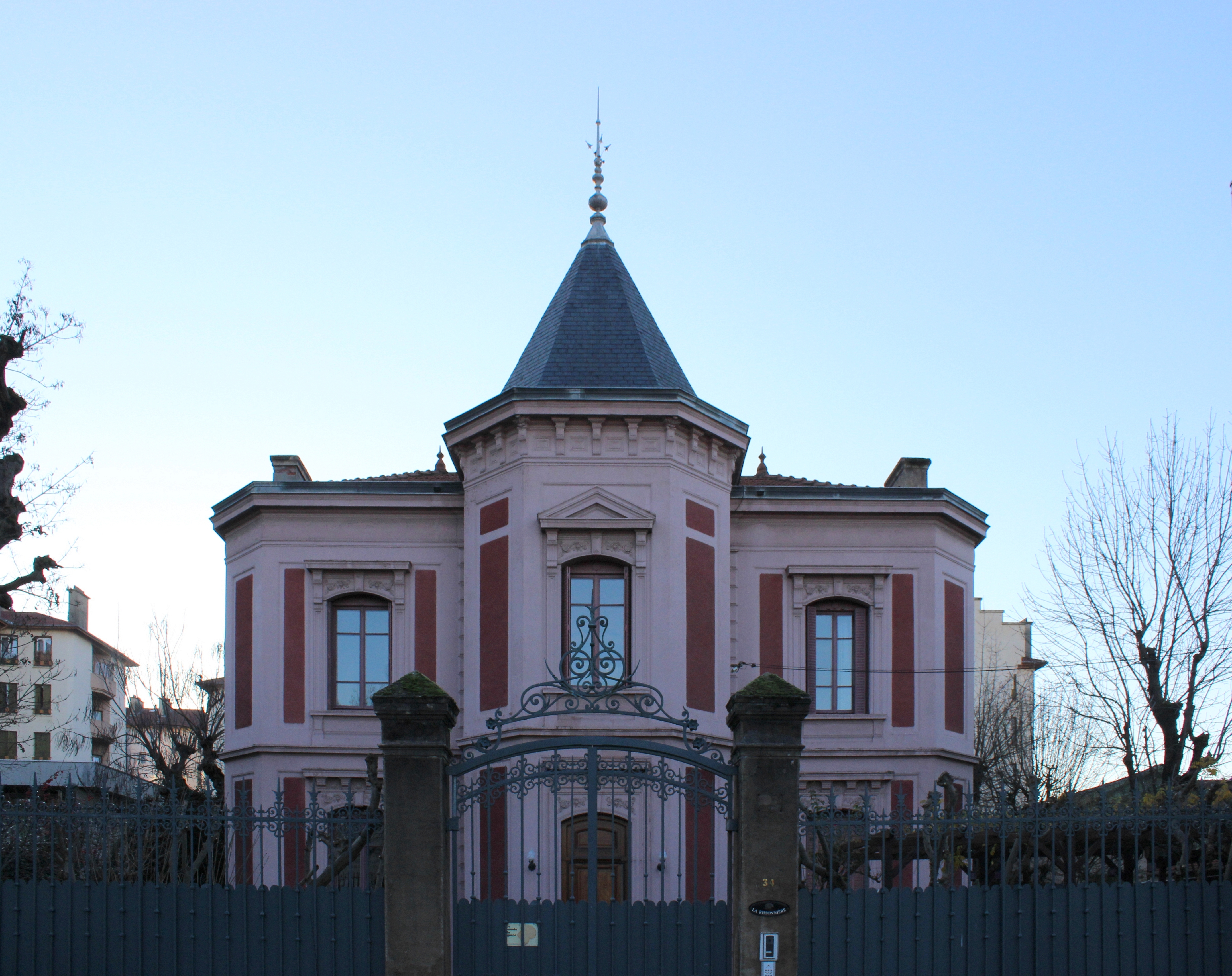
La Rissonnière. Villa bourgeoise de Montchat. Immeubles en fond. (2014).

En 1904, Montchat est considéré comme une « banlieue de Lyon », et le reste toujours en 1934,. À la fin du XXe siècle, le quartier est totalement inclus dans la ville. Les banlieues sont situées au-delà des communes qui l'entourent.
« La prédominance des maisons individuelles, dont la construction n'obéit pas à un plan d'ensemble, en fait un quartier-village recherché. » Mais cet « esprit village » du quartier résiste difficilement à la pression immobilière,.
En 2021, pour toute la ville de Lyon, l'Institut national de la statistique et des études économiques (Insee), indique que 2,5 % des habitants vivent en maisons et que 95,9 % sont en appartements. En 2014, il est rapporté que le maire d’arrondissement indique qu'« on compte aujourd’hui neuf-cent-cinquante maisons à Montchat ». Et selon lui l'habitat résidentiel individuel représente « 19 % de l’habitat montchatois, 81 % des gens vivent en appartements. » Ainsi proportionnellement cet habitat se fait dans des maisons individuelles environ six fois plus à Montchat que dans tout Lyon.
En 2020, ces logements sont occupés par une population mûre. Les personnes de 45 à 59 ans forment 17,59 % de la population alors qu’à Lyon elles ne sont que 15,5 % et surtout au-delà de 60 ans elles sont 41,57 % alors que dans la ville elles représentent 18,9 % de la population,.

### Risques naturels et technologiques
Le plan de prévention des risques naturels (PPRN), indique sans ambiguïté qu’en 2024 Montchat n’est pas soumis au risque d'inondation,. Cette situation, bien que non actée par un document administratif, est déjà connue lors de la crue historique du Rhône de 1856 à Lyon. Il s’agit de l'une des raisons de l’urbanisation du quartier.

## Toponymie

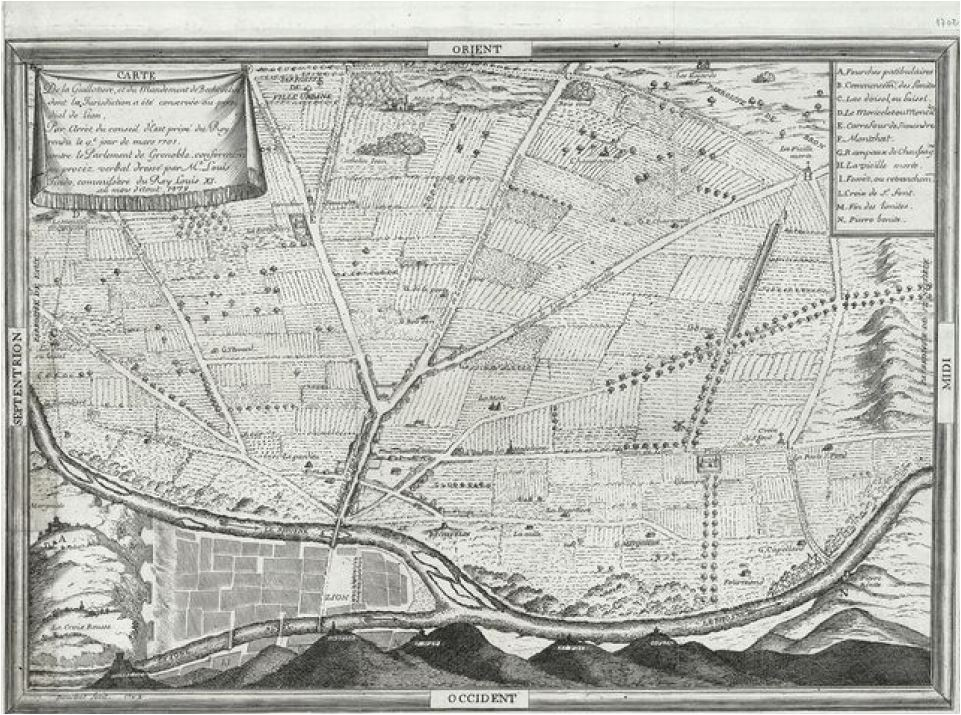
Plan de La Guillotière. En « F » Montchat. (Bouchet 1702)..

Le nom de la localité est mentionné, probablement pour la première fois, en 1479 sous la forme Montchal
« […] et dudit carreffour nous [nous] transportasmes par le chemin par lequel on va de Lyon à Genas jusques au boys de Monchal et dudit chemin par ung autre petit chemin traversant le hault desdits boys de Monchal et tirant à ung carrefour estant au chemin par lequel on va de Lyon à Braon, appelé ledit carrefour le Rempaut de Chassaignes ouquel a une croix de bois estang en ung buisson ; […] ».
Ensuite, on trouve encore la mention Montchal qu'il est possible de dater de 1700 ou 1710 sur le Plan général du bourg de la Guillotière, mandement de Béchevelin en Dauphiné, dédié à Monsieur le marquis de Rochebonne, commandant pour le roi dans le Lyonnois, Forez et Beaujolois par son très humble serviteur Mornand, syndic du dit bourg qui porte le nom de Montchal,. À la date de 1702, la Carte de la Guillotière et du mandement de Béchevelin […] éditée, selon l'enquête de 1479, par Bouchet mentionne Montchat alors ainsi nommé,. Il s'agit de l'appellation actuelle.
Il s'agit d'une formation toponymique médiévale en Mont- sans doute très antérieure à sa première mention. Son interprétation ne pose pas de problème, il s'agit du gallo-roman MONTE « élévation, hauteur, colline », issu de l'accusatif montem du mot latin mons « montagne » ou plus directement du franco-provençal mont « élévation, colline, montagne » qui en procède, étant donné l'incertitude concernant la date de fixation du toponyme.
L'identification du second élément -chat est plus problématique vu la rareté des formes anciennes disponibles. En tout cas, il ne s'agit pas de l'animal, puisqu'il semble établi que certaines formes anciennes sont du type Montchal jusqu'au XVIIIe siècle, devenu *Montcha par apocope. Comme c'est souvent le cas, l'élément *-cha étant devenu opaque, a été réinterprété en -chat, d'après l'animal, « mont du chat » faisant sens.
Montchal est le nom de plusieurs communes et hameaux dans la région, dont Montchal (Loire, Mont Chal 1225; Montchal 1312; Monte Chalmo 1352; Monte Chalme 1404; Montiscalm 1431), dont les formes en latin médiéval renvoient distinctement à un mot *calmis qui signifie en plaine : « terrain peu productif, le plus souvent en pré ». Dans les Préalpes et les Alpes : « pâturage en montagne, au-dessus de la limite des forêts, sommet engazonné, souvent d´accès difficile et de végétation maigre »,. Il est donné comme pré-indo-européen par certains et comme gaulois par d'autres.
De manière régulière, le groupe [ka] s'est palatalisé en franco-provençal, d'où [t͡ʃa] puis [ʃa] « cha ». C'est ainsi que *calmis est identifié dans la région comme élément de toponymes sous les formes Cha, Châ, Chal, Chale, Chaume, etc. et de nombreux dérivés.

## Histoire

### Origine
Initialement, Montchat est un lieu boisé situé sur la rive gauche du Rhône. Or, pendant deux millénaires, le Rhône difficile à franchir, joue le rôle d’une frontière. Les futures fondations de Lyon sont sur la rive opposée. Ainsi situé, il appartient aux balmes viennoises et donc se trouve en hauteur à l’abri des fréquentes inondations du fleuve.
La rive gauche se développe et en 1075 l'église Saint-Alban, dédiée au martyr du début du IVe siècle, est construite. Son « emplacement semble être l’actuelle chapelle Saint-Alban à Montplaisir, ». Cette église est celle du petit village de Chaussagne, également nommé la Chesnaie. Son point culminant est désigné de nos jours comme la « butte de Bron ». Chaussagne est alors une des trois paroisses du mandement de Béchevelin (Bêche-en-Velin). Ce mandement s'avère stratégique. Ainsi, probablement pour défendre une porte de la ville de Lyon, l'archevêque Jean Belles-mains, fait construire le château fort de Béchevelin à la fin du XIIe siècle,,. À la même époque est érigé le pont de la Guillotière qui transforme progressivement La Guillotière en un faubourg de Lyon. De là partent diverses voies de communication dont la route de Genas qui joint La Guillotière à Genas et constitue la limite nord du domaine.
Du 13 août au 23 septembre 1479, Louis XI mandate le commissaire Louis Tindo pour délimiter géographiquement les territoires de La Guillotière et du mandement de Béchevelin. En effet malgré l'enquête territoriale de 1339, commanditée par Humbert II, dauphin de Vienne, et visant à la vente de son bien, ce mandement situé à l'est du Rhône donc en Dauphiné, reste l'objet d'un différend entre le parlement de Grenoble et le présidial de Lyon. C'est la première fois que le nom de Montchal est évoqué comme un lieu-dit du village de Chaussagne,— qui appartient au mandement de Béchevelin,.
Par ailleurs l’agriculture se développe. Ce n’est pas une activité traditionnelle de la région en raison de la pauvreté des sols, mais elle répond au XVIIIe siècle aux besoins de la ville avoisinante,.

### Occupants du château

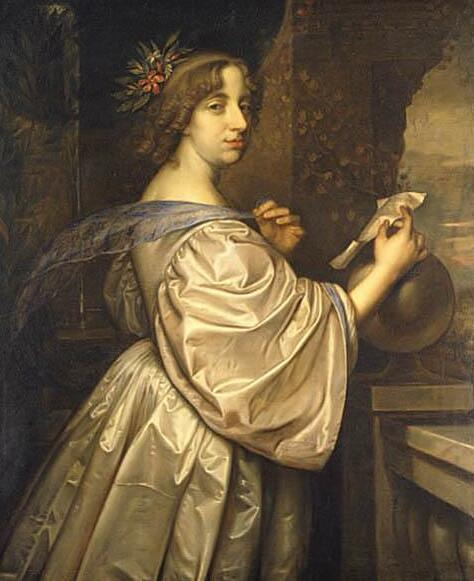
Christine, reine de Suède, selon David Beck. (av. 1656).

Le 20 novembre 1534 Loys Ennemond et Flory Prost, héritiers de Pierre Prost premier propriétaire connu du domaine, vendent les terres de Montchat, soit deux-cent-trente hectares, au concierge des prisons de Lyon, Jehan Catherin. Ainsi « un terrier […] datant de 1534 et écrit en Latin, […] précise le nom du propriétaire de ce fief : « Terrarium loci de Montchard Parochia Chaussagnae nobilis Jehan Catherin » ce qui signifie : « Terrier du lieu de Montchard de la paroisse de Chaussagne, à noble Jehan Catherin. » ». Ce dernier fait construire une maison forte que l'usage actuel dénomme château. Le domaine et la maison forte deviennent ensuite la propriété de Gaspard et Jean de Laube seigneurs de Bron qui les transmettent à leur tour le 19 mars 1638 à François Basset. Ce dernier compte parmi les échevins de Lyon.
Christine, reine de Suède, séjourne trois semaines en août 1657 à la maison forte de Montchat. Il s’agit de son second voyage vers la Cour de France. En provenance de la Cour de Savoie, elle souhaite y rencontrer de nouveau Mazarin pour faire un emprunt et secrètement finaliser la prise du royaume de Naples alors possession espagnole — puisqu’elle n’a pas d’héritier, à son décès, le royaume de France installerait une dynastie de Bourbons. L’absence de réponse à ses missives rend incertain l’accueil qui lui sera réservé. Ce second voyage se fait dans des conditions beaucoup moins fastueuses que le premier où la ville de Lyon l’avait gracieusement reçue avec beaucoup d’honneurs. Elle indique au consulat de Lyon qu’elle prend en charge les frais de son séjour et lui laisse le choix de la résidence. Celui-ci demande au sieur François Basset de prêter sa demeure pour la circonstance — il est agréable d'y séjourner en été du fait de la situation extérieure à la ville. Le consulat la reçoit avec courtoisie, vient la saluer le 9 août à son arrivée et lui fait parvenir quotidiennement des présents. La reine de Suède, de nouveau saluée par une représentation du consulat, quitte Montchat le 28 août 1657 pour se rendre à Fontainebleau.
À la suite de ce séjour, l'ancien échevin demande un dédommagement pour les dégâts causés aux vignes et au mobilier par la suite de l'illustre hôte. Cinq-cent-cinquante livres tournois lui sont octroyées.
Le 14 mai 1682, son fils Jean-François Basset, « écuyer, ci-devant maître des requêtes de la feue Reine, mère de Sa Majesté », cède selon l'acte notarié « la maison, domaine et tènement de Montchat, size en la paroisse de cette ville de Lyon […] plusieurs bastimens, cours, jardins clos, terres ensemencées et autres, vignes, bois, prés, sis tant près de la maison que dans le lieu de Vilurbanne (sic) en Dauphiné, avec toutes les dites dépendances, droits et appartenances de ladite maison ». Les nouveaux propriétaires sont des Bernardins, les révérends pères de la Congrégation de Notre-Dame des Feuillants, ordre de Cîteaux, du monastère Saint-Charles de la ville de Lyon.
Le 3 janvier 1689, les pères le cèdent à Jacques Besson après le lui avoir loué un an. L'acte notarié précise les limites des deux-cent-trente hectares de Montchat. L'ensemble, de neuf-mille livres et dix louis d'écrennes, est « borné au nord par le chemin de Lyon à Genas [actuelle route de Genas], au levant par le chemin Vinatier (appelé depuis boulevard Pinel), au sud par le chemin de Lyon à Saint-Laurent (avenue Rockefeller – Grande rue de la Guillotière), tandis qu'au couchant il arrivait jusqu'aux portes de La Guillotière ». Ce notaire et conseiller royal de la rue Mercière à Lyon est l'ancêtre de tous ceux qui font, plus tard, l'histoire de Montchat.
Son fils Pierre a six enfants dont Louise qui épouse, le 22 novembre 1729, Mathieu Bonand. Son fils Luc est le dernier à porter le titre de seigneur de Montchat et de L'Hormat. Pendant la Terreur le domaine est mis sous séquestre, puis rendu après le 9 thermidor. Antoinette Bonand, fille de Luc, épouse Henry Vitton, futur maire de La Guillotière, le 8 janvier 1811. De ce mariage nait Louise Françoise Vitton,.

### Urbanisation

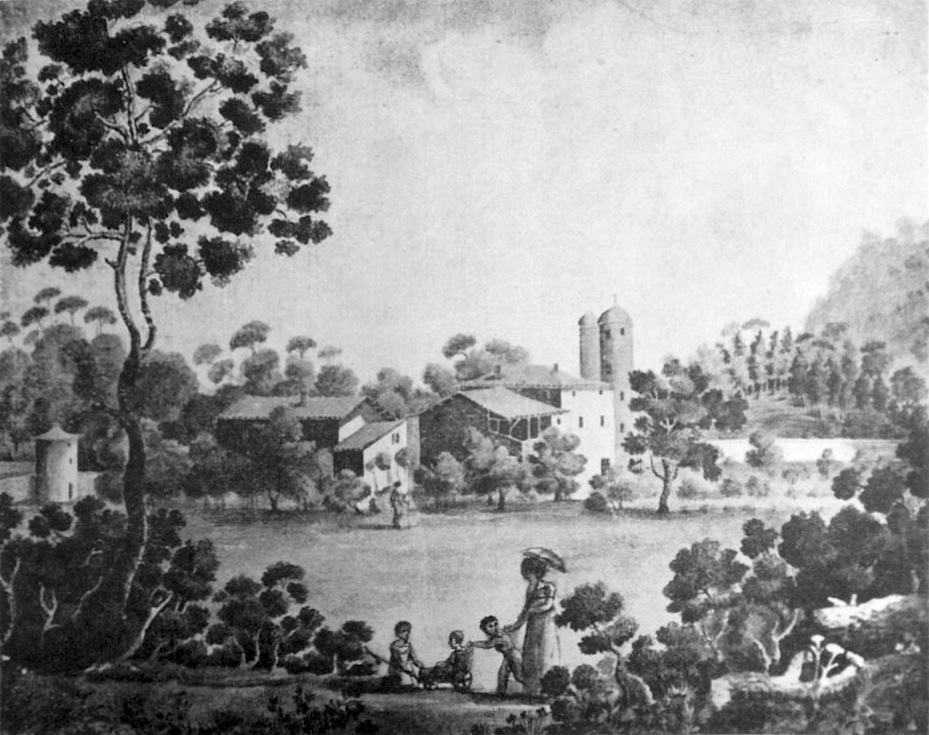
Le Château de Montchat au début du XIXe siècle.

#### Acteurs

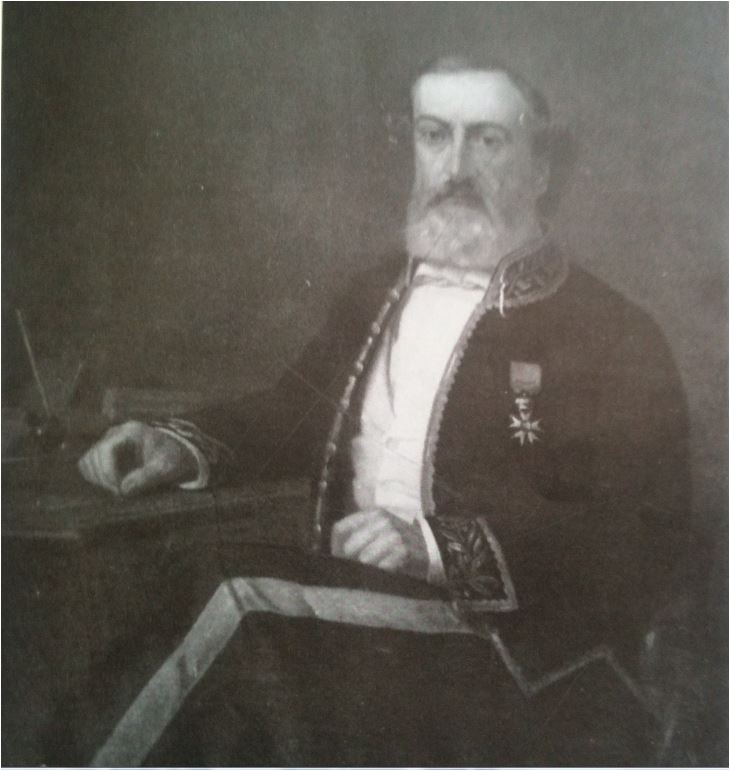
Jean Louis Richard-Vitton, maire portant la légion d'honneur. (1860~1870).

En 1831, Louise Françoise Vitton épouse Jean Louis François Richard,, fils de Charles-François Richard, pionnier de l'industrialisation de la fabrication de lacets. En 1839, les biens de celui-ci sont constitués d'une partie du capital de la Fabrique Richard frères cédée par son père. Puis assez rapidement il revend sa part et vit de ses rentes. Richard associe son nom à celui de son épouse et les actes qui concernent Montchat paraissent sous le paraphe « Richard-Vitton ». On le retrouve adjoint au maire de La Guillotière, à laquelle la campagne de Montchat est rattachée. Puis Lyon absorbe cette commune le 24 mars 1852. En succédant à M. Charbonnier, il devient maire du 3e arrondissement de Lyon de 1857 au 4 septembre 1870, date de la Commune de Lyon,. Il décède le 22 février 1874.

#### Habitat
Dans le cadre d’une politique d’urbanisation ce propriétaire foncier décide de vendre une grande partie de ses terrains — soixante-dix-huit hectares — et garde 174 564 m2 clos de mur autour du château selon l'acte notarié de donation-partage de Mme Richard-Vitton du 31 octobre 1883,. En ces lieux et à cette date cette démarche se comprend comme « un développement laissé largement à l’initiative individuelle de propriétaires spéculateurs préoccupés seulement par leurs intérêts locaux ».
Monchat se situe en hauteur ce qui est un élément prisé après la crue du Rhône de 1856. Par ailleurs le préfet Vaïsse par ses grands travaux éloigne la classe populaire du centre. « Dans une lettre au préfet, le 27 octobre 1858 Richard-Vitton se propose donc d'offrir [moyennant finances] « pour la classe peu aisée un débouché nouveau où elle puisse s'établir à peu de frais dans les meilleures conditions hygiéniques possibles. » ».
La presse présente des conditions qui lui semblent avantageuses pour les acquéreurs. Les parcelles sont à distance des octrois. Au cours d'un premier bail de neuf ans établi à 2 centimes par mètre carré l'acquisition est possible pour 2 francs par mètre carré. Ce bail doit être reconduit, en cas de demande, neuf ans avec un loyer de 15 centimes par mètre carré et l'opportunité de devenir propriétaire pour 3 francs par mètre carré.
Conformément au plan qu'il préétablit peu retouché par l'administration municipale, Richard-Vitton veille à la constitution de petites parcelles avec des maisons entourées d’un jardin. Ceci s’oppose à l’implantation de toute usine. Ainsi Arthur Kleinclausz cité par Thierry Joliveau écrit « […] il fut spécifié dans beaucoup de contrats que les terrains vendus ne seraient pas destinés à la construction d'usines mais de maisons ouvrières et de villas ».
Par ailleurs, puisqu'il s'agit d'une opération immobilière, toute cession à la Ville se fait selon la contrepartie d’un terrain équivalent.
Après le décès de Mme Richard-Vitton, survenu le 4 janvier 1890, l'interdiction d'implantation d'usines est maintenue. Ainsi certains actes de mutation stipulent : « Les acquéreurs […] ne pourront installer ou laisser installer ni scierie mécanique, ni usine, ni fabrique, ni grande cheminée ».

#### Voirie

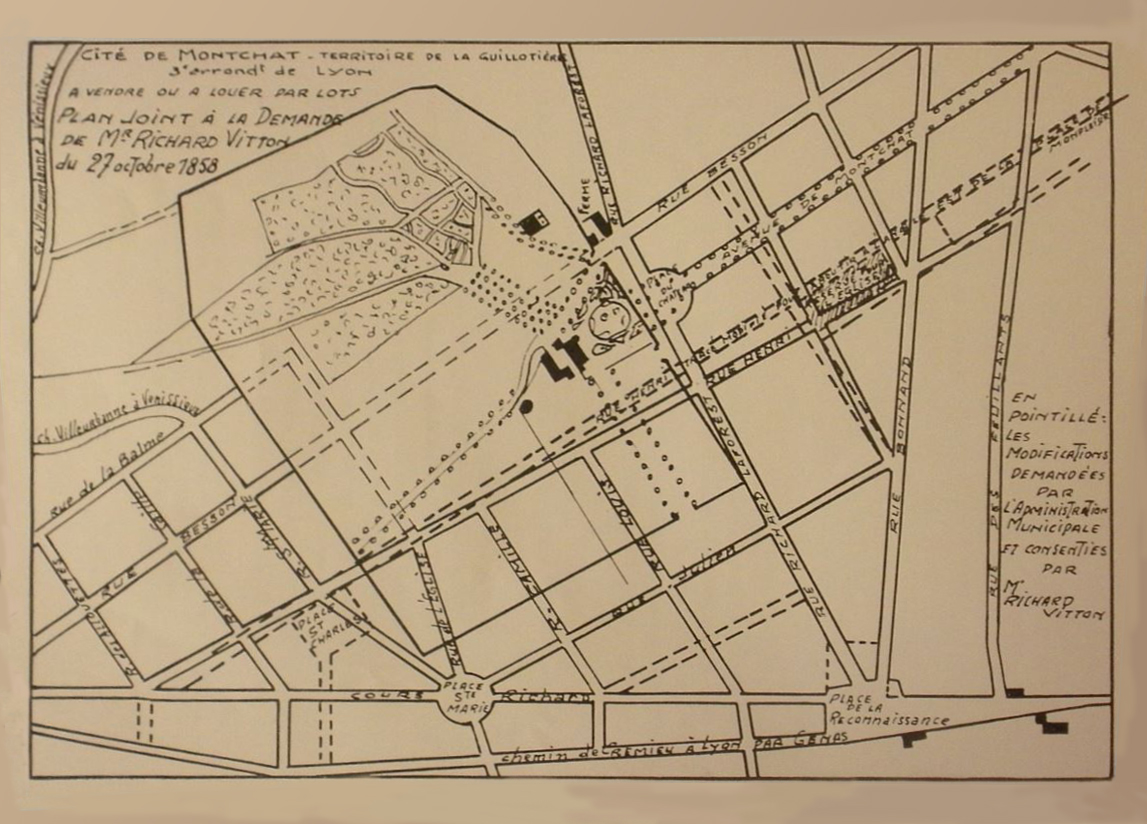
Plan de lotissement de Montchat établi par M. Richard-Vitton le 27 10 1858 pour vente ou location par lots.

L’aménagement et l’entretien de la voirie se font en offrant à la Ville le sol des chemins, soit 12 km de rues et quatre places, c'est-à-dire 180 000 m2. Comme en pareils cas, ceci fait débat au conseil municipal : l’acceptation de ces terrains n’est pas d’emblée acquise. En effet l'ouverture de chemins par des personnes privées ou des institutions est fréquente. Dans ce cas leurs charges incombent au propriétaire.
Par exemple, le conseil municipal du 27 juin 1872 adopte la proposition de cession à titre gratuit de 1,710 km de voie privée par Richard-Vitton (soit 24 700 m2) « sous la réserve expresse que la Ville aura la faculté de n’achever ces trois chemins qu’au fur et à mesure que les ressources applicables aux chemins vicinaux le permettront ».
De même, son épouse devenue veuve écrit le 3 juillet 1879 qu'elle donne à la Ville la rue Claudia. Mais devant le coût de l’aménagement, en 1906, les conseillers continuent à refuser ce don. Pourtant les riverains souhaitent que cette voie privée devienne municipale. L’acceptation n’intervient qu’en 1912 (soit trente-trois ans plus tard) avec le « classement dans la vicinalité ordinaire de la banlieue ».
Ces voies de passage sont déjà existantes mais trop étroites selon Louis-Gabriel Delerue, ingénieur chargé de l’aménagement de la rive gauche. Il souhaite une largeur de douze mètres pour faire de Montchat une banlieue analogue de celle de Londres. Ce point de vue se heurte à celui de Richard-Vitton.

#### Église

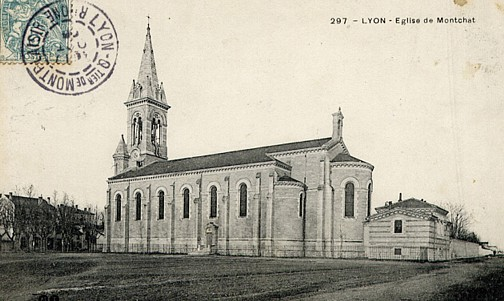
Église Notre-Dame-du-Bon-Secours (vers 1900).

La rue de l'Église au nord du quartier rappelle que les Montchatois devaient de se rendre jusqu'à l'église des Petites-Sœurs-des-Pauvres de La Villette pour accomplir leurs dévotions. « En 1871 la fabrique reçoit un terrain de près de 10 000 m2, évalués à 60 000 francs, avec la clause formelle de construire une église, une salle d’asile, un presbytère et des écoles. Deux ans plus tard, le même Richard-Vitton offre une somme supplémentaire de 60 000 francs engendrés par la construction de la première partie de l’église (95 000 francs) ». Une autre lettre, officieuse, « exige littéralement un curé affable, venant d'une des paroisses du centre-ville, « qui pourra par ses relations obtenir ce qui lui manquera » ». La construction de cette église donne aussi de la valeur aux terrains qui l'entourent. Le 20 juillet 1874 le permis d'érection de l'église est signé par le maréchal Mac Mahon. Le lot initialement prévu à l'angle du cours Henri et de la rue Bonnand en 1858 est délaissé au profit du terrain de 10 577 m2 situé vers la rue Besson-Basse et la rue Charles-Richard et cédé à cet effet le 23 octobre 1874 par Mme Richard-Vitton devenue veuve le 22 février 1874. Après qu'une chapelle provisoire, située en 1873 avenue du château, permette le culte, le 13 juin 1875 Notre-Dame-du-Bon-Secours est ouverte au culte. Puis elle est agrandie entre 1891 et 1894, sa consécration a lieu les 1er et 2 septembre 1894,. L’espace vert de 1 800 m2 qui l’entoure est inauguré après réfection le 9 mars 2016.

#### Écoles
Dans le cadre d’« un mouvement de scolarisation de masse » des écoles apparaissent. En 1872, une école de garçons est créée au no 101 du cours Henri. En 1881, le bail arrivé à expiration, une partie de l'immeuble du no 19 de la place Louise est louée. En 1890, est ouverte l'école maternelle de Montchat dont la construction a été décidée le 30 juillet 1889. Elle est située rue Louise. Ces écoles sont ensuite remplacées par les établissements actuels.

#### Transports
Le centre-ville de Lyon est initialement éloigné de Montchat. Mais il apparait que « le développement de ce secteur est lié à l´essor des transports en commun qui facilite les déplacements ».

##### Tramways

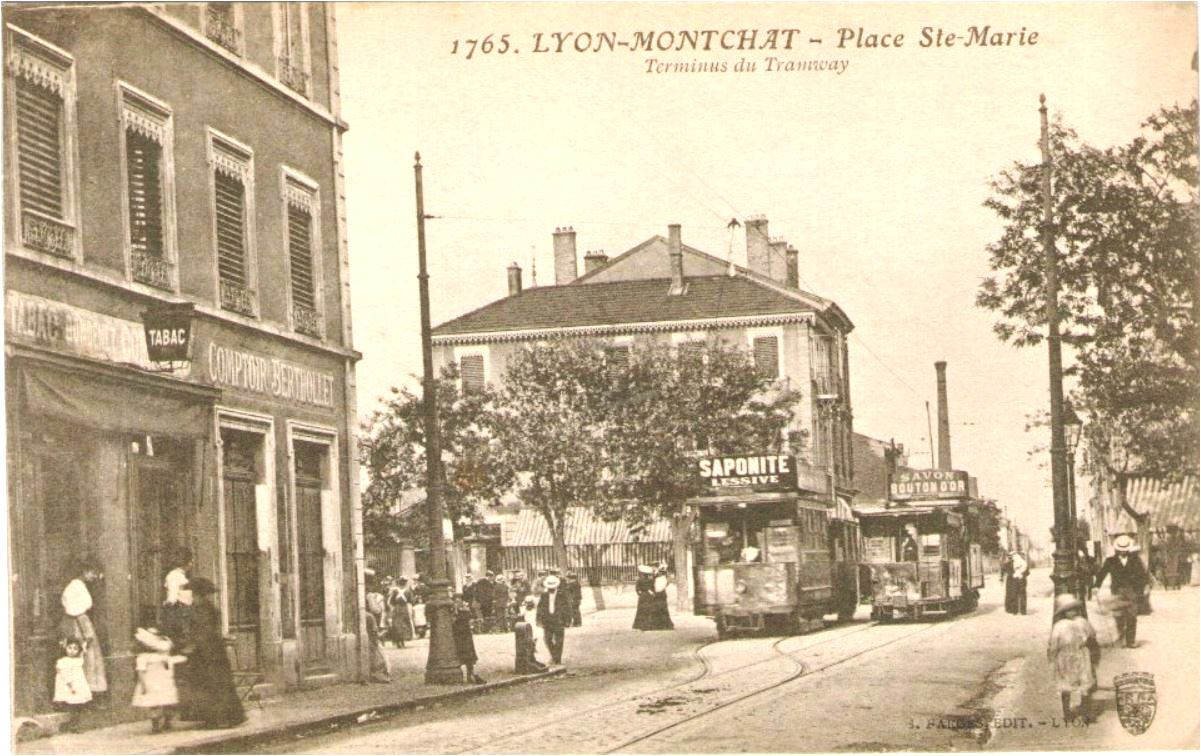
Place Sainte-Marie (devenue place Ronde). Terminus de tramways. (av. 1914).

Le 1er août 1881, la Compagnie des omnibus et transports lyonnais (OTL) ouvre l’une de ses dix premières lignes, en l'occurrence la no 2 (Bellecour – Montchat). Il s'agit d'une voie normale. Ce tramway bénéficie d'une traction hippomobile. Il pénètre le quartier par la route de Genas suit le cours Richard-Vitton et se termine place Ronde. Le 24 mars 1898 la ligne est électifiée,.
Le 5 juillet 1889, la Compagnie lyonnaise de tramways (CLT) ouvre le dépôt des Pins à l’angle du chemin des Pins (actuelle avenue Lacassagne) et du chemin Feuillat. Il comprend notamment une chaudière. Ainsi chaque bouillotte — ou locomotive — est emplie de vapeur comprimée. Le 11 janvier 1890 s’y produit l’explosion de la locomotive no 4 ce qui occasionne des décès. Pour sécuriser les passagers, le service est momentanément interrompu. Ce dépôt ne cesse pas de fonctionner avec l'OTL qui n'y reçoit plus de tramway en 1956. En 2015, la TCL l'utilise toujours comme dépôt d'autobus.
En 1989, sur son mur de l’avenue Lacassagne la Cité de la création peint une fresque de trois-cents mètres composée de sept tableaux. Celle-ci retrace l’histoire du tramway de ses débuts à nos jours,.
Le 29 février 1896, la CTL ouvre la ligne Pont-Lafayette-RG – Montchat qui deviendra la ligne no 25 de l’OTL. Les voies sont métriques. Les trains de remorques sont tractés par des locomotives à vapeur Lamm et Francq. Dans le quartier elle prend le chemin des Pins (aujourd’hui avenue Lacassagne) puis la place Henri, longe le cours Henri (aujourd’hui Docteur-Long) et se termine à l’angle du cours Richard-Vitton.
Son dépôt, à l'angle de la rue Bara et du chemin Feuillat, touche la limite ouest de Montchat.

##### Chemins de fer
Le 30 octobre 1881, la gare de Villeurbanne ouvre. Elle se trouve à proximité de la place Ronde. Il s’agit d’une gare du Chemin de fer de l'Est de Lyon (CFEL) qui relie la gare de Lyon-Est à la gare d'Aoste–Saint-Genix. Le transport est mixte (marchandises et voyageurs) mais en réalité concerne peu les voyageurs. La ligne ferme définitivement en 2003.

### XXesiècle
Au XXe siècle, Montchat poursuit son développement. Celui-ci est marqué par l'attention aux transports. Cette accessibilité favorise une augmentation de la population qui, elle-même, la génère. Par ailleurs l'habitat croît. Il est nécessaire de poursuivre la construction d’établissements scolaires. Les lieux de culte se multiplient. La vie associative naît.
Pendant la Seconde Guerre le quartier subit l'Occupation. La Résistance s'organise et des exactions à son encontre se manifestent.

## Politique et administration
Montchat, comme tous les quartiers, n’est pas une structure administrative.
Depuis 2002, il dispose d’un conseil de quartier dénommé Montchat dont les limites débordent sur une partie du quartier de Grange-Blanche. En 2024, celui-ci a pour président Claude Horenkryg et comme élue référente Martine Souvignet. Ce conseil de quartier réfère au 3e arrondissement de Lyon dirigé en 2024 par Marion Sessiecq nouveau maire. Cet arrondissement est inclus dans la commune de Lyon dont la collectivité territoriale est la métropole de Lyon.
Les limites du canton Lyon-XIII, créé en 2000, se superposent presque à celles du quartier de Montchat. Cet élément permet de transposer les résultats électoraux comme étant ceux du quartier. Ainsi lors des élections cantonales de 2008 Montchat donne 58,52 % de ses voix à Najat Vallaud-Belkacem (PS). Lors des élections législatives de 2012, le quartier porte 53,3 % des voix à Dominique Nachury (UMP) ce qui contribue à son élection. Mais en 2017 elle est battue par Anne Brugnera (LREM) qui s'impose avec 60,55 % des résultats exprimés dans la 4e circonscription de Lyon dont Montchat fait partie. Cependant en 2024, Sandrine Runel, qui appartient au groupe socialistes et apparentés, de l'alliance Nouveau Front populaire est élue avec 48,61% des voix, Anne Brugnera, députée sortante du parti Renaissance, menant la coalition Ensemble pour la République est battue avec 35,33 % des votes, et Yannick Chaumont du parti Rassemblement national rassemble 16,04 % des suffrages. Ces résultats du 3e arrondissement sont très proches de ceux de la 4e circonscription qui est plus grande.
Lors des élections municipales de 2020 à Lyon, les résultats font état d'un second tour triangulaire dont les résultats sont : liste « Ensemble, l'écologie pour Lyon »  (fusion de « Maintenant Lyon pour tous les écologistes » — EELV —, « Vivons vraiment Lyon – La Gauche unie » — PS-PP-ND-PCF-G.s — et « Lyon en commun » — LFI —) conduite par Grégory Doucet : 45,11 %, liste  « Lyon, la force du rassemblement » (fusion de « Bleu Blanc Lyon » — LR-UDI — et « Un temps d’avance » — LREM-MoDem —) conduite par Béatrice de Montille : 33,55 % et liste « Respirations » — LREM dissidente — conduite par Georges Képénékian : 21,34 % ainsi que 61,18 % d’abstention. Grégory Doucet (EELV), qui totalise 49,95 % des voix du 3e arrondissement de Lyon, en devient le maire. Le même, à l'issue du scrutin, devient maire de Lyon avec 52,4 % des suffrages qui change ainsi sa couleur politique auparavant centriste.

## Population et société

### Démographie
Les habitants du quartier sont appelés les Monchatois.
Initialement installée à la campagne où « le développement urbain se poursuit, mais l´agriculture reste encore très présente », la population de Montchat croît rapidement. Ainsi en 1856, on compte 654 habitants dans 73 maisons qui deviennent en 1896, quarante ans plus tard, 3 573 habitants dans 855 maisons. En 1894, Montchat est désignée comme une « banlieue de Lyon ». De nos jours le quartier se situe dans troisième arrondissement de la ville de Lyon. Au 1er janvier 2021, la population municipale totale de cet arrondissement est de 101 302 personnes.

Selon les îlots regroupés pour l'information statistique (IRIS) employés par l’Insee il est possible d'analyser la population du quartier. En 2020 la population totale estimée est de 18 399 habitants. 
| Hommes | Classe d’âge  | Femmes |
| ------ | ------------- | ------ |
| 1 550  | 75 à ans ou + | 1 511  |
| 2 243  | 60 à 74 ans   | 2 346  |
| 1 871  | 45 à 59 ans   | 2 051  |
| 1 541  | 30 à 44 ans   | 1 696  |
| 1 059  | 15 à 29 ans   | 1 198  |
| 470    | 0 à 14 ans    | 866    |

| Hommes | Classe d’âge  | Femmes |
| ------ | ------------- | ------ |
| 39 671 | 75 à ans ou + | 39 089 |
| 70 349 | 60 à 74 ans   | 81 556 |
| 56 007 | 45 à 59 ans   | 55 862 |
| 39 442 | 30 à 44 ans   | 41 550 |
| 41 550 | 15 à 29 ans   | 32 816 |
| 14 293 | 0 à 14 ans    | 26 045 |

Actuellement, en retenant les données ci-dessus, le quartier compte 28 fois plus d'habitants qu'en 1856. Cette population est d'une part largement installée d'autre part vieillissante. Le taux de personnes d'un âge supérieur à 60 ans (19,53 %), est inférieur au taux national (environ plus de 25 %), reste supérieur à celui de Lyon (18,90 %). Dans des proportions identiques aux répartitions nationale et de Lyon, la population masculine du quartier (47,46 %) est inférieure à la population féminine (52,54 %).

### Enseignement

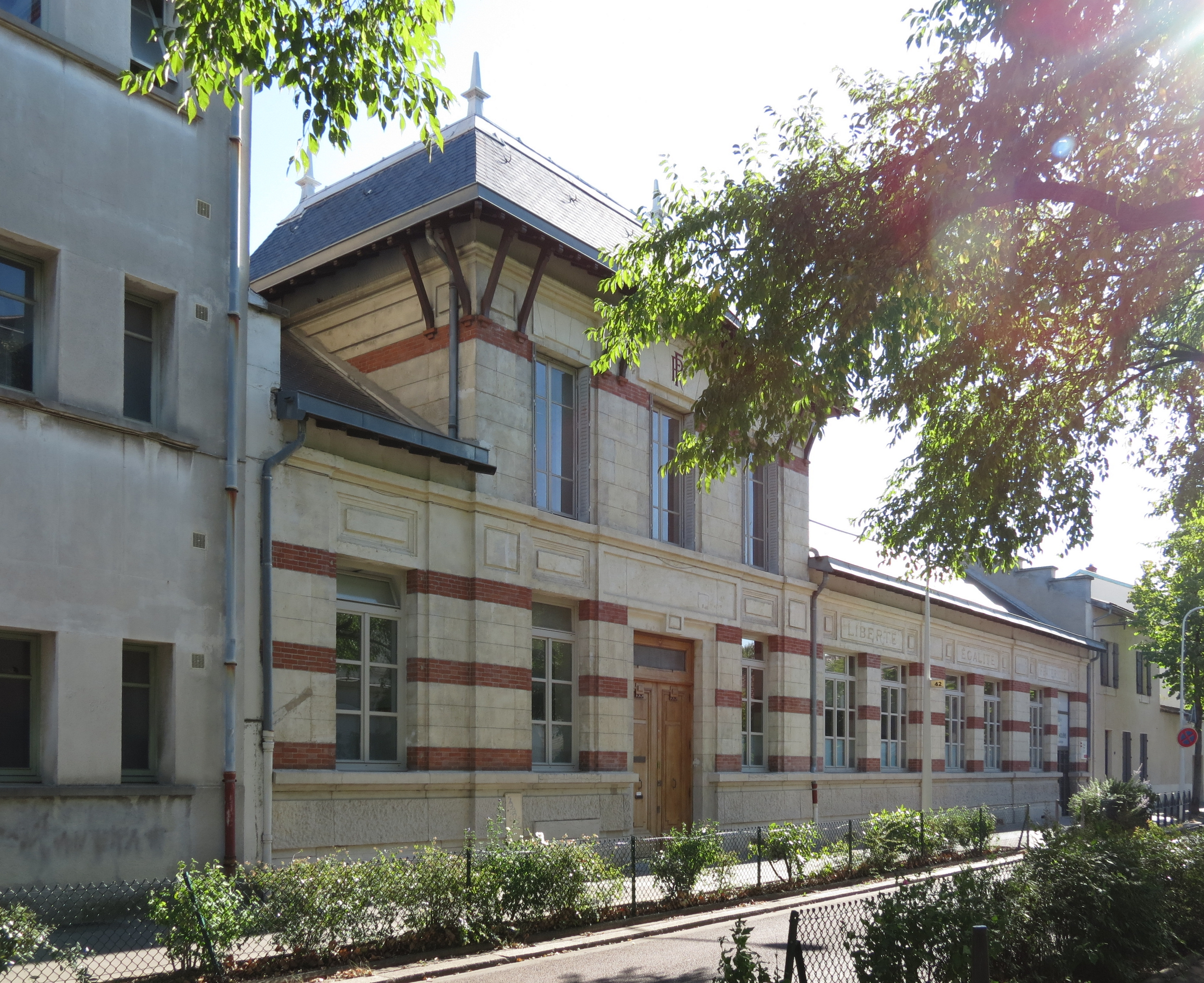
Annexe du collège Molière.(2015).

Depuis 1898, plusieurs établissements publics sont bâtis.

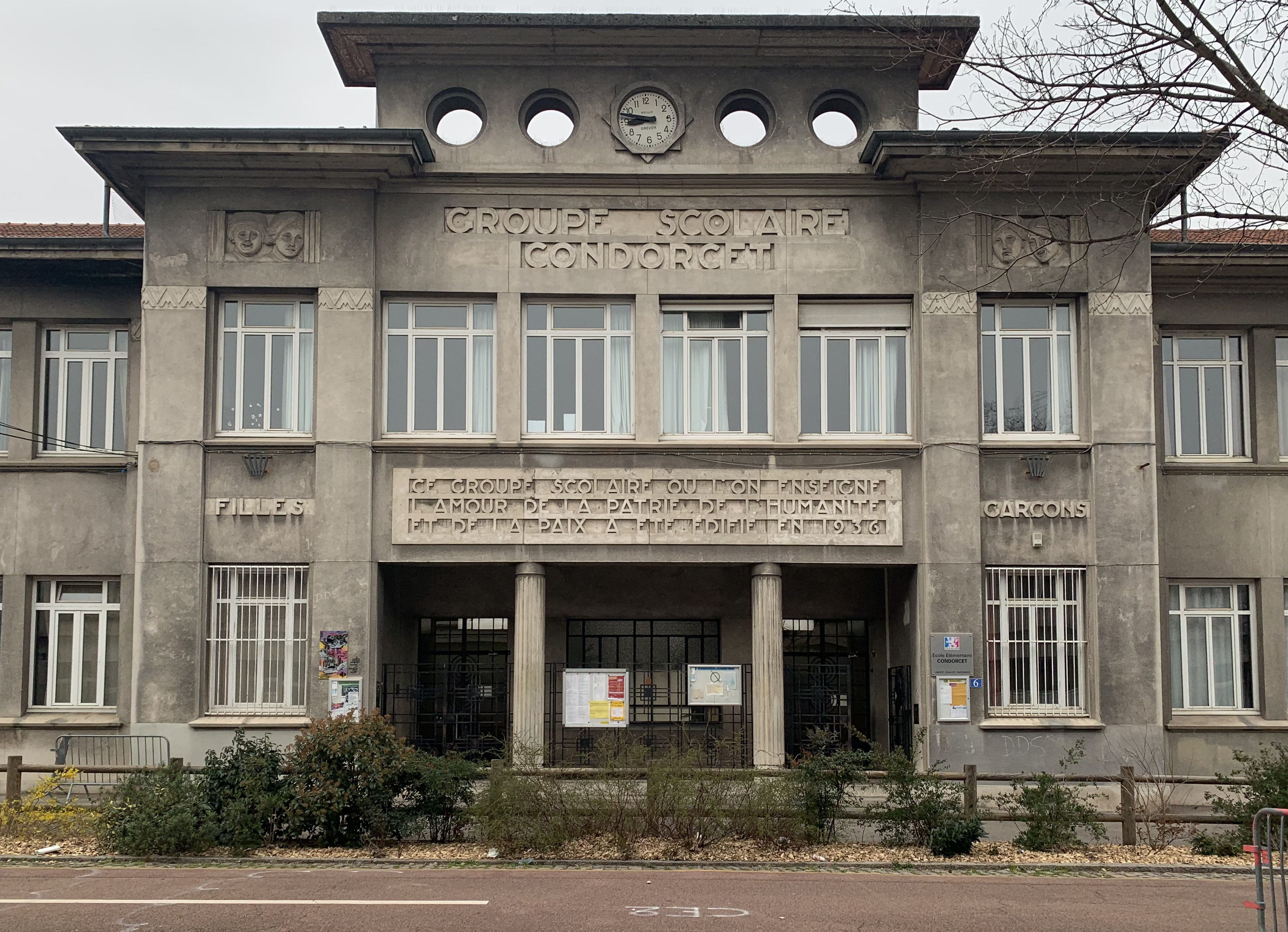
Façade de l'école Condorcet rue Alfred-de-Musset.

En 1898, sur un emplacement assez central, le groupe scolaire de Montchat (actuel collège Molière) est érigé par l'architecte F. Comte au no 31 de l'avenue du Château. À son ouverture, il reçoit les élèves de l'école des garçons et de l'école des filles, mais ils restent séparés. Une nouvelle construction est adjointe en 2005. Le 15 novembre 2010 est inauguré sa cantine dans une annexe préexistante de l’autre côté de l’avenue au no 42. En 1912, l'école maternelle de Montchat est destinée à remplacer l'ancienne école maternelle et se situe à l'angle de la rue Louise et du cours Henri (actuel cours Docteur-Long). Les travaux successifs intègrent ce bâtiment au collège Moliére.
En 1912, un second groupe scolaire est construit, au nord, rue Louis en pierres dorées. Le 20 avril 1913 Édouard Herriot l'inaugure sous la présidence de M. le préfet du Rhône,. Il est destiné à accueillir les enfants du quartier, proposant un cours complémentaire pour les titulaires du certificat d'études, et d'autres cours préparant aux écoles d'apprentissage. Mais il n'assure pas la rentrée 1914. L'établissement sert d'hôpital durant la Première Guerre mondiale. La paix revenue, ce n'est qu'en 1929, sur demande d'Édouard Herriot, que ce groupe scolaire prend le nom d'Anatole-France. Le préau d'origine est transformé en salle de gymnastique, le jardin est réduit par l'édification d'un réfectoire, et la cloche, bien que toujours présente, ne sonne plus sachant que les horloges de 1922 fonctionnent toujours. En 2014, il comprend une école maternelle au 15, rue Louis et en angle une école élémentaire au 26, rue Antoinette.
En 1934, à l'angle sud-ouest, l'école Jules-Verne est construite au 13, rue Jules-Verne. En 2014 elle comprend une école maternelle et une école élémentaire.
En 1931, la décision de construire à l'est le groupe scolaire des Charmilles (actuel groupe scolaire Condorcet), est prise. L’architecte Conchon réalise cette construction de 1936 à 1937 au 6, rue Alfred-de-Musset. Il s’agit d’un bâtiment à deux corps situé de part et d’autre de cette rue. À son ouverture, l’effectif est de vingt-et-une classes, séparant les filles et les garçons, réparties en une école maternelle et une école élémentaire. Cette école admet, en 2013, seize classes accueillant toujours les mêmes niveaux. Certaines d’entre elles sont bilingues et emploient la Langue des signes française (LSF).
Dans les années 1960, l'école élémentaire Louise est ouverte au 16 rue Louise. Elle se situe à proximité de l'angle du collège Molière ce qui forme ainsi pratiquement une unité.

### Poste
Un autre service public s’impose dans le quartier. Ainsi, en 1896 l’ouverture d’un bureau auxiliaire de poste est sollicitée. Ultérieurement en apparait un second. L’administration des Postes et Télégraphes décide l'ouverture au public d’un bureau à part entière, cours Henri, le 1er octobre 1910, — le maire de Lyon emploie encore parfois le terme d’« agglomération ». En 2024, ce bureau de poste, au 3 cours Eugénie, témoigne toujours de la dynamique du quartier.

### Manifestations culturelles et festivités

#### Guignol

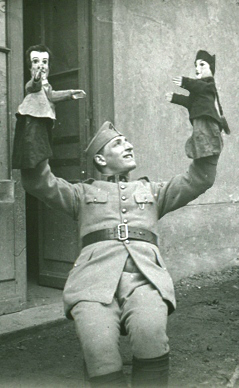
Georges Bazin en comédien anime Guignol et Gnafron. (plaque 1927).

En 1924, la troupe Guignol de Montchat est créée. Les représentations de la marionnette lyonnaise avec ses comparses ont lieu au patronage de Montchat pendant plusieurs années. Ce dernier n’a plus ces fonctions mais les prestations de Guignol sont toujours assurées dans le quartier, notamment lors des fêtes,,.

#### Fêtes
En 1958, Georges Bazin crée, pour le centenaire de Montchat, une association qui organise désormais les fêtes du quartier durant les trois jours de l'Ascension. Celles-ci sont animées par des bénévoles et supportées par les associations du quartier. À cette occasion des aides sont recueillies — initialement sous forme de charbon, de nos jours financières — pour être redistribuées à des personnes âgées. Chat mythique et mascotte des fêtes, Minet, est de toutes les parades annuelles assis sur son trône,.
L'association Montchat en fête organise d’autres manifestations que ce soit la participation à la traditionnelle Fête des Lumières lyonnaise, ou un vide-greniers, ou le festival de poésie — Yggdrasil — pour mettre en valeur le parc Chambovet et bien d'autres.

### Maison de quartier
En 1909, l'architecte A. Petit réalise la salle de conférences au 31, avenue du Château. Elle intègre ultérieurement le collège Molière attenant. Bien que l'entrée principale soit murée, son nom occupe encore toute la largeur de la façade,. Puis le 23 février 1938 est inauguré le Foyer Notre-Dame — qui devient ultérieurement le Foyer — dont l'architecte est Pierre Labrosse, au no 53 de la rue Charles-Richard. En 1958, à l'occasion du centenaire de Montchat, une plaque commémorative est posée sur son mur ouest en hommage à Jean Louis François Richard-Vitton et à son rôle dans l'urbanisation du quartier. En 2013, cette maison de quartier rénovée devient l'espace Elsa-Triolet–Montchat,. Celle-ci héberge sous l’égide de la commune de Lyon, Le Foyer Montchat (salle de spectacles), La Maison des associations et La Maison des jeunes et de la culture de Montchat (MJC espace Montchat).

### Sports
De nombreuses associations sportives siègent dans le quartier. Parmi les infrastructures, au no 3 de la rue Jules-Verne le stade municipal Marc-Vivien Foé — Jules Verne jusqu’au 12 novembre 2003 — est la plus étendue. Il comprend deux terrains de basketball ou volleyball en ciment, une piste d’athlétisme et deux terrains de football pour des équipes de onze ou neuf joueurs. Toutefois du fait de leur revêtement synthétique ils n’appartiennent pas aux espaces verts. Les terrains sont utilisés par l’AS de Montchat Lyon qui date de mai 1968. Les 900 membres de ce club forment l’effectif le plus important de la Ligue Rhône-Alpes de football.

### Cultes

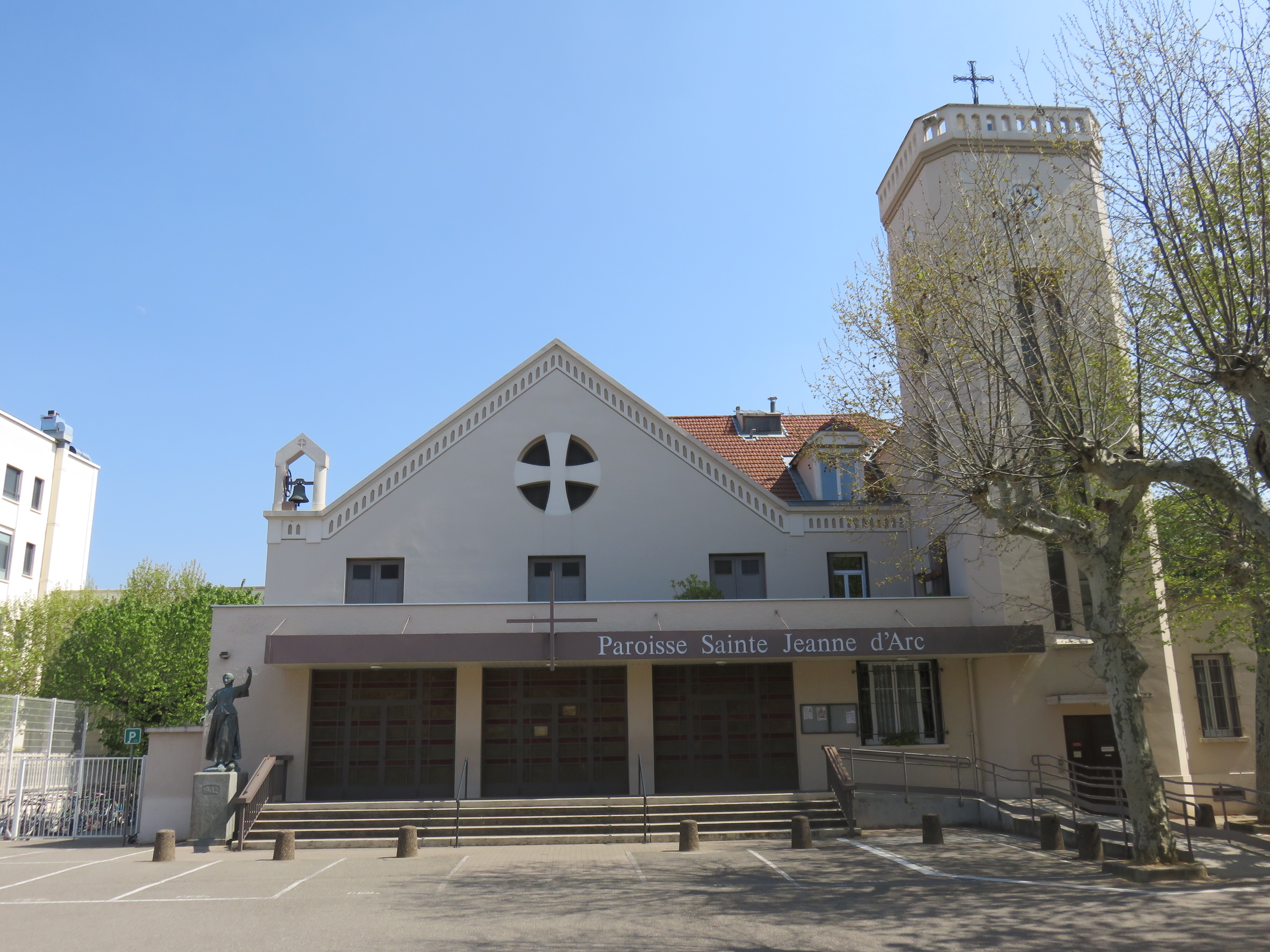
Église Sainte-Jeanne d'Arc, en 2019.

Le culte catholique romain, en raison de la démographie, ne peut plus être assuré dans la seule église Notre-Dame-du-bon-Secours qui date de 1875. Ainsi en 1933, une association loi 1901 nommée les amis de Sainte-Jeanne d’Arc aménage une chapelle provisoire (bénite le 30 septembre 1934) au 15, rue Jeanne-d'Arc. En avril 1936 est construite, au 19, rue Jeanne-d'Arc, une église (bénite le 7 mars 1937), son presbytère et une maison d'œuvre. Cet édifice dont « les vitraux proviennent de l'ancienne chapelle du collège des Jésuites rue de Séze », est dominé par une tour octogonale de 20 mètres. Le 2 octobre 1938 depuis cette église, a lieu la première radiodiffusion d'une messe pour les malades. En 1997, elle est agrandie,.
Le culte protestant est aussi présent. En 1931, l’Église réformée de Lyon fait construire La Maisonnette au fond de l’impasse Jules Massenet. Ce temple en bois brûle fin février 1956. En 1946, elle construit un temple au 18, rue Constant. En 2008, les locaux ne s'avèrent plus adaptés, les lieux sont quittés au profit du tout nouveau Centre paroissial de la soie à l'est de Lyon,. Le terrain laisse place à un immeuble d'habitation. Dans les années 1960, l'Église évangélique libre de Lyon fonde un temple au 49, rue Louis.
En février 2002, afin d'assurer le culte juif, est créée l'association culturelle israélite de Montchat — Beth Moche (La maison de Moïse) — qui se tient dans un petit local au no 5 rue Saint-Isidore. Puis le 28 septembre 2008, est inaugurée une synagogue au 22, cours du Docteur-Long,.

## Économie
En 2015, le revenu fiscal médian par ménage est de 29 500 €. À titre indicatif, en 2021, celui de la commune de Lyon est de 25 430 € et celui de la France métropolitaine est de 23 160 € par an. Pour la ville, il s'agit d'habitants au revenu confortable.
Ce quartier reste résidentiel. Les commerces se situent essentiellement le long de deux axes principaux, le cours Docteur-Long et le cours Richard-Vitton, ainsi que sur les places du Château — qui accueille le marché — et la place Ronde.

## Culture locale et patrimoine

### Lieux et monuments

#### Château de Montchat

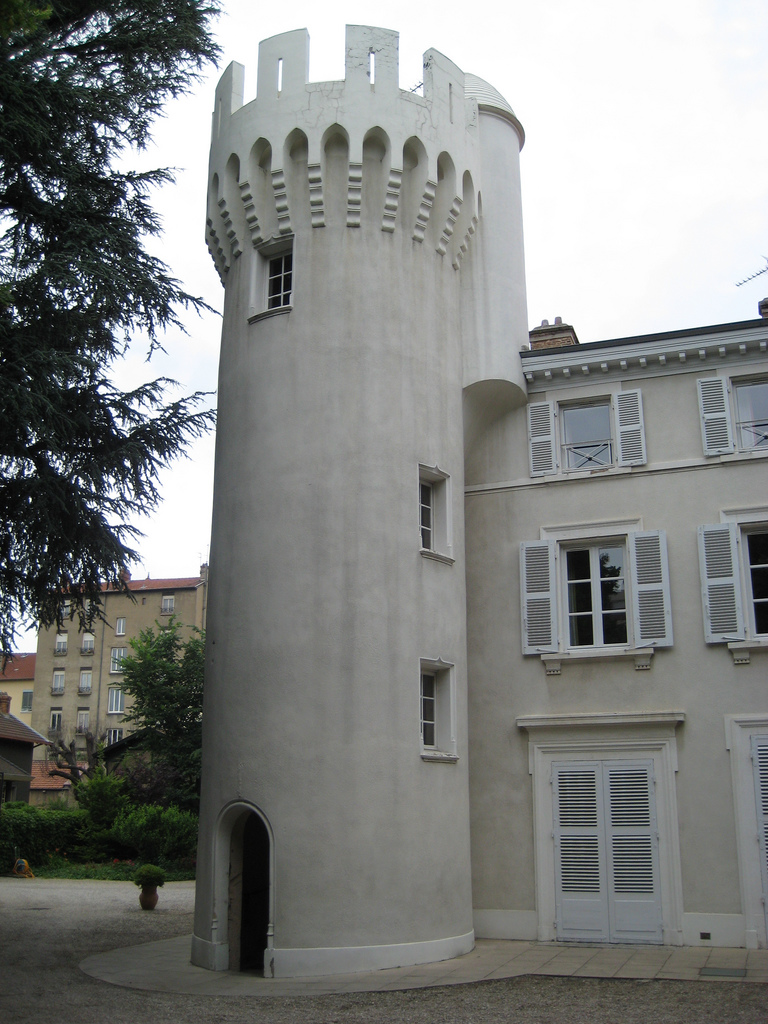
Château de Montchat. Une partie du côté sud et tourelle. (2008).

La maison forte de Montchat — improprement dénommée château de Montchat — est retrouvée dans les archives à compter de 1534.
Selon le plan de 1858, on y accède « par une allée bordée d'arbres ayant son origine sensiblement à l'intersection du chemin des Pins (avenue Lacassagne) et de la rue des Feuillants (chemin Saint-Isidore) ». « Une belle chapelle, située en dehors des bâtiments, permettait […] d'y célébrer les offices religieux ».
Il s’agit d’une construction rectangulaire de deux étages dont la toiture est à quatre pans. Sur la façade ouest se trouvent cinq fenêtres par étages, plus ceux-ci sont élevés moins leur hauteur est importante. Un balcon en fer forgé surplombe la triple porte du rez-de-chaussée. Le côté sud est percé à chaque étage de quatre ouvertures.
L'angle sud-ouest est flanqué d'une tour crénelée. Cette tour porte une poivrière à son nord. Une restauration discutée du XIXe siècle a « décapité la tour de sa poivrière pour la remplacer par des créneaux [avec mâchicoulis] qui n’ont de féodal que l'apparence. »
À l’intérieur, en 1980, se trouvent vingt-sept pièces avec une galerie de vingt-deux mètres comportant quatre voûtes cintrées.
En 1993, la distribution des pièces est revue et les trois portes-fenêtres centrales de la façade ouest sont masquées par une véranda. La demeure qui n'offre plus de possibilité d'hébergement, accueille des conférences et des réceptions au sein de 3 000 m2 de verdure. La tour est de nouveau restaurée en 2014.
Cette bâtisse est successivement la propriété de la famille Catherin, des seigneurs de Bron, de la famille Basset, des révérends pères de la Congrégation de Notre-Dame des Feuillants, enfin de la famille Besson dont sont issus les Bonand, Vitton et Richard avant d’être vendue en avril 1920 à une famille d’industriels spécialisés dans les pièces automobiles, les Bernard. En 1993, Louis Martinod, petit-fils des premiers acquéreurs Bernard, fait de l'habitat un lieu de réunion.

#### Parc Chambovet

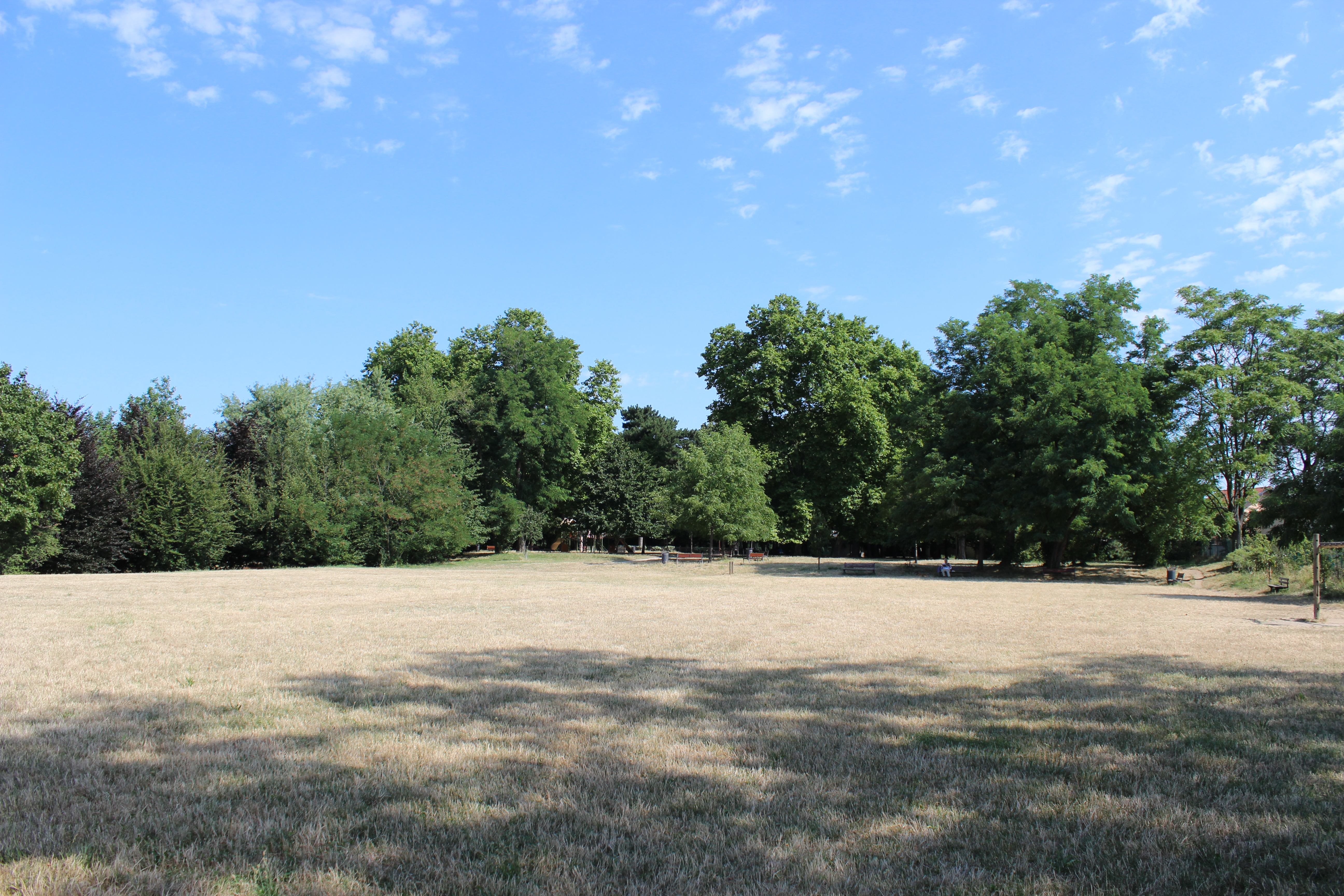
Entrée sud du parc Chambovet. 2015.

Le parc Chambovet est bordé au nord-est par la rue Chambovet qui lui donne son nom. Situé sur les hauteurs de Montchat, il offre une vue sur la ville avec la basilique Notre-Dame de Fourvière et les monts du Lyonnais. Cette étendue d'environ cinq hectares comprend un parc municipal de quatre hectares et des jardins ouvriers. Dans le cadre de la charte de l’écologie urbaine du Grand Lyon, selon une liste actualisée en 1998, il est répertorié parmi les sites appartenant au patrimoine écologique de la métropole de Lyon. Il fait partie, pour sa part comme parc urbain et periurbain, des sept sites écologiques intra-muros.
Les soixante-cinq jardins ouvriers de 200 m2 environ, présents depuis 1926, ont initialement pour objet de compléter les ressources de leurs bénéficiaires et de leurs familles à l'exclusion de tout usage commercial. Avec les années 2000 les « Jardins familiaux sont perçus comme un lieu de production potagère, mais deviennent également des lieux de loisirs, d'éducation, de rencontres et d'échanges » sous l'égide des Espaces verts de Lyon,,.
Initialement campagne de Lyon, la caractéristique essentielle de ce parc en milieu urbain est son aspect champêtre qui associe prairie et partie boisée.
En 1940 cet espace vert est le jardin d’une maison bourgeoise située au 4, rue Chambovet. Il s’agit de la propriété de l’écrivain René Tavernier. Ce résistant crée le journal clandestin Confluences sous l’occupation allemande. À ce titre, il reçoit dans cet endroit à issues multiples de nombreux intellectuels. Du 31 décembre 1941 au 1er juillet 1943 Louis Aragon et Elsa Triolet et y sont hébergés sous les noms de Lucien et Élisabeth Andrieux. Ils forment notamment un mouvement de résistance en zone sud : le Comité des écrivains. Le réalisateur Bertrand Tavernier, fils de René, en évoquant Aragon rapporte : « c’est là qu’il a écrit Il n'y a pas d'amour heureux, qu’il a dédicacé à ma mère. L’original est en notre possession. Après la guerre, il a refait un original, parce que, selon ma mère, le fait qu’il lui eut dédicacé le poème avait provoqué une scène de ménage entre Elsa Triolet et lui… Est-ce une légende ou la vérité ? ». À sa demande une plaque commémorative relatant ces faits, dévoilée par Michel Noir maire de Lyon, est apposée en avril 1993 à l’adresse de la demeure alors démolie par les Hospices civils de Lyon (HCL),. De l'autre côté de ce qui est devenu l'entrée est du parc Chambovet, est apposée le 9 mars 2019 une plaque rappelant également la présence d'Elsa Triolet.
En 1950, la commune acquiert le terrain, projette d’y construire un lycée mais en fait un parc municipal. En 1960, les Hospices civils de Lyon l’achètent pour y construire un hôpital, mais abandonnent le projet pour l’évoquer de nouveau au début des années 1990. L’association Parc Chambovet, créée en janvier 1993, rencontre l’assentiment de la mairie qui classe en 1994 le site en zone verte inconstructible. En 1998, la commune signe un bail avec les HCL qui lui revendent ce parc en 2012.
Depuis 1997, Les Courses pédestres réunissent un dimanche matin au début du printemps environ deux-cents personnes des plus jeunes aux adultes. Par ailleurs, Un dimanche à la campagne est une fête familiale qui a lieu le troisième week-end de septembre. Pendant un après-midi, pique-nique et attractions pour les enfants sont à l’honneur. Plus de mille personnes sont accueillies.

#### Sculptures d'Émile Peynot

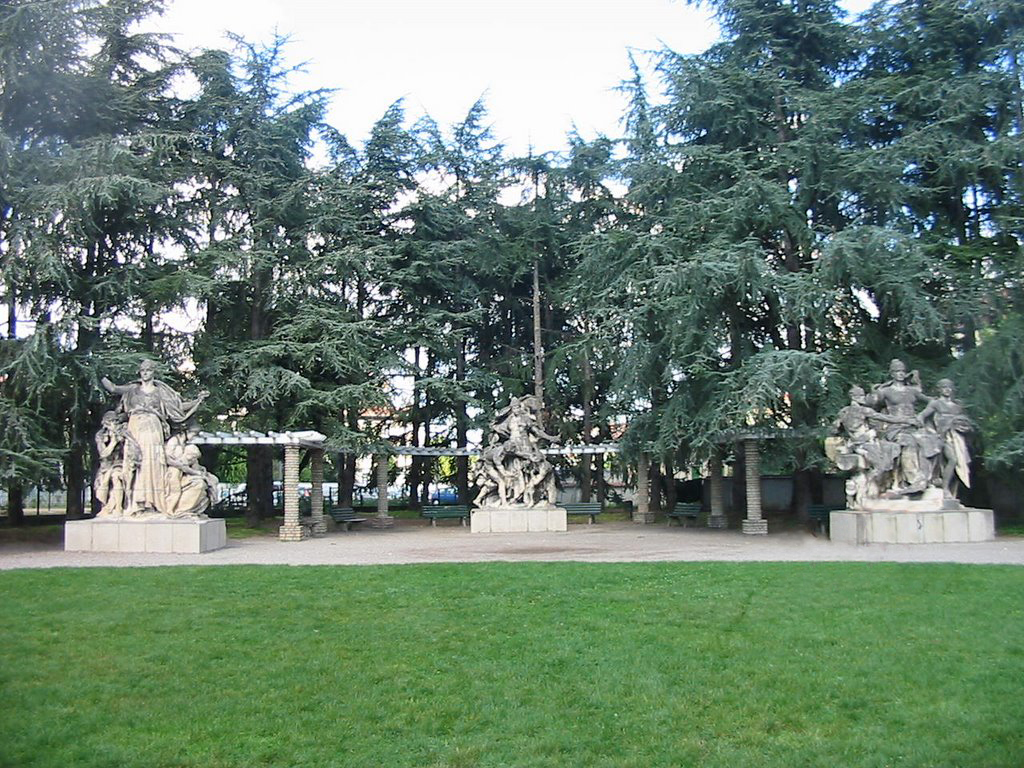
Groupes statuaires d'Émile Peynot dans le parc Bazin. 2007.

En 1880, la municipalité choisi le sculpteur Émile Peynot pour réaliser une représentation de la République à l’occasion du centenaire de 1789. Celui-ci réalise, en collaboration  avec l'architecte Victor-Auguste Blavette, un bronze qui la figure juchée sur une colonne de quinze mètres de haut. Aux pieds de cette élévation se trouvent quatre groupes statuaires en pierre qui représentent respectivement la Liberté, l'Égalité, la Fraternité et la Ville de Lyon. Celle-ci, soutenue par le Rhône et la Saône, pilote la République. L’œuvre est placée place Carnot puis elle est démembrée en janvier 1975 lors de la construction de la ligne A du métro. Les trois premières représentations, de taille imposante, sont placées en 1976 dans la partie nord-est des trois hectares du parc de l'Est créé en 1975, — celui-ci, placé sur une gravière remblayée en 1938, prend le nom de parc Bazin en 1986, et bénéficie d'une extension en 2007. C’est ainsi que se trouve figurée la devise française Liberté, Égalité, Fraternité. Du nord à l’est se trouvent La Liberté qui porte la flamme républicaine en protègeant, L'Égalité qui tient deux hommes par les épaules alors qu’ils soutiennent la charte des droits de l'homme et plus en retrait La Fraternité, qui veille sur deux hommes qui s’entraident. Ainsi que le veut le style de la sculpture publique de l'époque, les muscles des hommes sont saillants, leur force est perceptible, les drapés sont lourds,.

#### Maison du docteur Long
La maison au 18, cours du Docteur-Long est un lieu de mémoire.
Le docteur Jean Long est un médecin né le 24 juillet 1906 à Alby-sur-Chéran membre du réseau de résistance Le Coq enchainé dès 1941. À ce titre, « il diffuse tracts et journaux, forme des équipes de sabotage, fait du renseignements militaire en espionnant les usines de fabrication de matériel de guerre et donne des soins aux résistants ». Son correspondant à Londres est André Philip. Surtout en raison de sa notoriété, et supposé franc-maçon, une mouvance occulte de la Milice, le Mouvement national anti-terroriste (MNAT), procède à son enlèvement le 23 octobre 1943 vers 22 h 30, l’emmène à Montluc, le torture et l’exécute à Feyzin au lieudit les Quatre-Chemins. Sa dépouille est retrouvée à même le sol portant la trace d’une exécution. « Sur son corps est placée une feuille de papier portant une inscription manuscrite en caractères d'imprimerie : « Terreur contre terreur. Cet homme paye de sa vie le meurtre d'un National ». Comme signature : « Mouvement national anti-terroriste » ». S’agissant du premier acte de ce type perpétré à Lyon par la Milice, il crée une vive émotion.
Une plaque est apposée le 23 avril 1945, sur laquelle on peut lire « Ici habitait le docteur Jean Long qui fut le 23 octobre 1943 la première victime de la répression milicienne à Montchat. Français, souvenez-vous ». L'importante voie de Montchat où se trouve sa maison, le cours Henri, est nommée cours du Docteur-Long le 23 octobre 1945.

#### Friche RVI

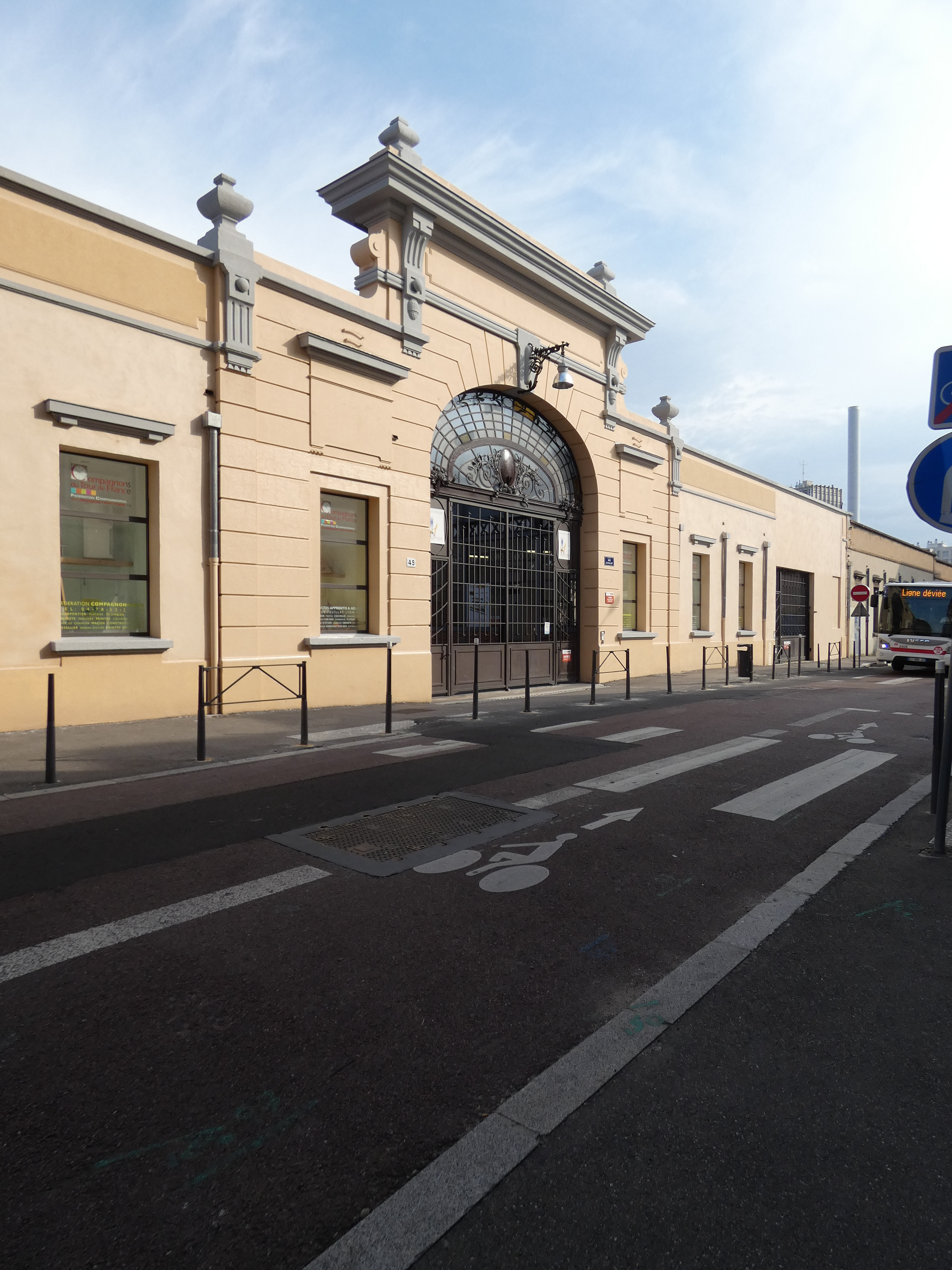
Portail des usines Zénith, 1913. (photo de 2021).

La friche industrielle laissée par Renault Véhicules Industriels — dite Friche RVI — est un site de construction de véhicules abandonné. Cet emplacement de 74 262 m2, au cœur de Lyon, et mitoyen de l’angle sud-ouest du quartier de Montchat. De limites rectangulaires, il a pour façades le cours Albert-Thomas, 510 m rue Feuillat, 179 m avenue Lacassagne et 390 m rue Professeur-Rochaix.
En 1899, il s’agit du lieu choisi par Édouard Rochet et Théodore Schneider pour y installer la première usine provinciale de construction automobile — la société Rochet-Schneider. À partir de 1909, celle-ci y installe une filiale qui devient le principal constructeur de carburateurs de la première moitié du XXe siècle, la Société du carburateur Zénith. Puis après de multiples activités industrielles, le site est repris par la société des Automobiles Marius Berliet en décembre 1959, qui fusionne en 1978 avec la société anonyme Renault Véhicules Industriels. Celle-ci en fait un magasin de pièces détachées pour poids lourds, puis le vend en 2001. Le Grand Lyon le rachète en 2002.
L’usine Belle Époque, de l’architecte Louis Payet, achevée en 1912 occupe les lieux. La longue façade de la rue Feuillat et les sheds rappellent la destinée de cette construction. Cette façade est marquée par un porche majestueux du début du XXe siècle prolongé par une verrière intérieure de même date. L’ensemble obtient en 2003 le label « Patrimoine du XXe siècle » et à ce titre fait l’objet d’une attention particulière de l’architecte des bâtiments de France,.
Grand Lyon redonne une autre vocation au site. Il le divise en 2005 avec la rue Félix-Rollet de sens est-ouest,. Le campus de la société d'enseignement professionnel du Rhône (SEPR) s’y installe le premier en 2005 puis il s’étend en 2013. L’occupation par un collectif d'artistes autogéré prend fin en 2010. En novembre 2015 s'y tient la fédération compagnonnique des métiers du bâtiment (FCMB). Puis en avril 2016 vient le tour de l’école Émile-Cohl — qui enseigne le dessin — et de l'Établissement d'enseignement supérieur en art mural (ÉCohlCité). La médiathèque Marguerite Yourcenar, qui fait partie du réseau de la bibliothèque municipale de Lyon, ouvre le 10 octobre 2017. Puis le parc Zénith de 8 000 m2 est inauguré le 20 juin 2018, enfin vient l'inauguration d'un gymnase, notamment accessible au handisport, le 30 octobre 2018.

### Le Chat

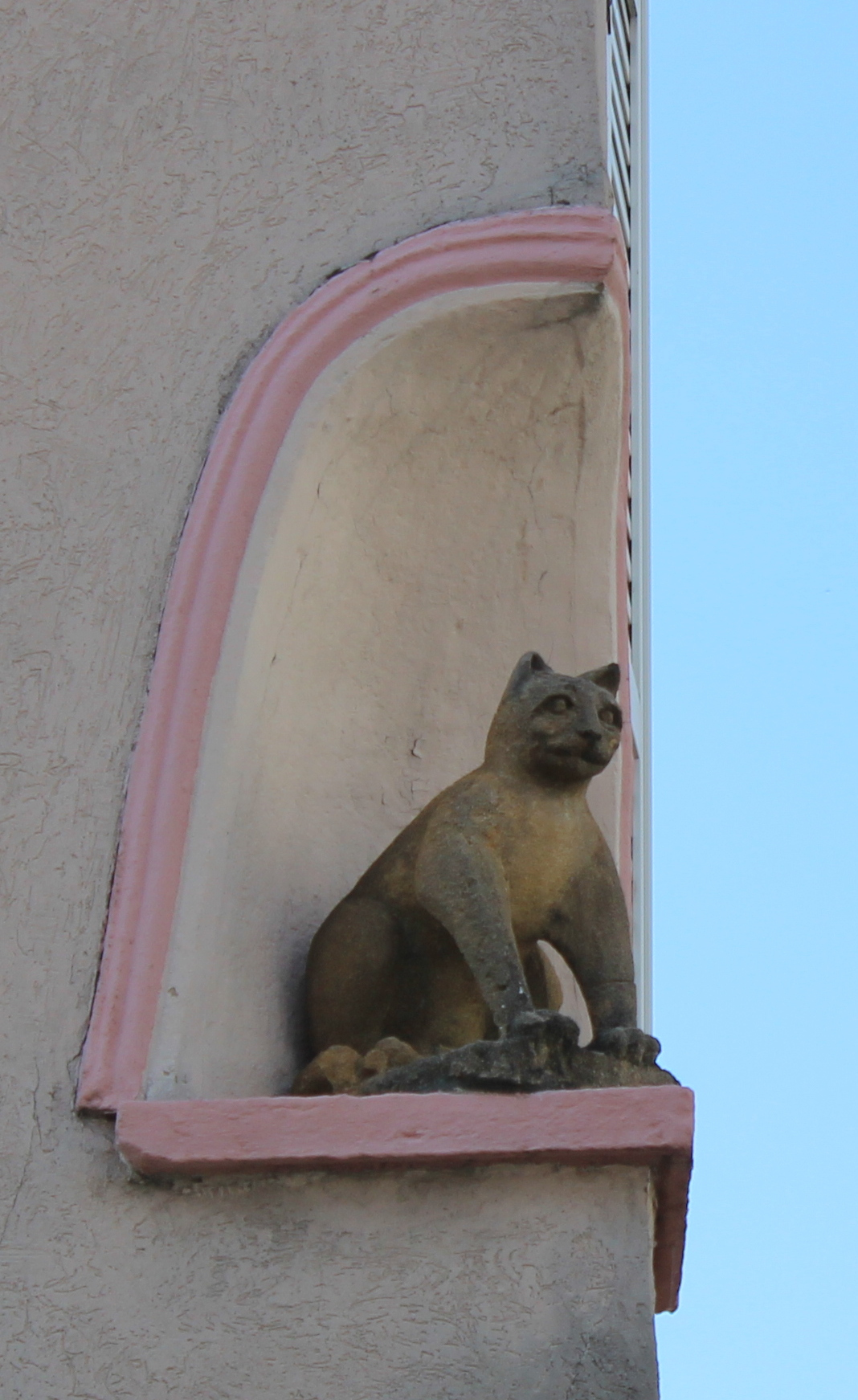
Statue du Chat de Montchat. 2015.

#### Ordre du Chat
Le 26 juin 1961, Georges Bazin enregistre à la préfecture l'ordre du Mérite monchatois initialement pour « récompenser les personnes qui ont permis de venir en aide aux anciens du quartier de Montchat. » Actuellement connu sous le nom de l’ordre du Chat il remercie les personnes investies dans la vie du quartier. Il en est le premier grand chancelier et à ce titre gardien de la canne au pommeau à l'éfigie d'un chat sur laquelle tout intronisé doit jurer fidélité à Montchat. Les intronisés ne sont pas obligatoirement des résidents ou des natifs de Montchat. Ainsi se retrouvent des personnalités diverses. Certaines sont nationalement connues telles Raymond Barre ou Louis Pradel, d'autres sont de renommée plus confidentielles telle Christiane Sibellin (Miss France 1965), ou encore de réputation purement lyonnaise, voir simplement bienfaitrices. Les quatre intronisés, à la fin de la fête annuelle de Montchat, prêtent serment sur les critères suivants : « L’amour de Montchat et de Lyon. Le dévouement total et constant à notre quartier. Le culte des traditions montchatoises (amitié, culture, humanisme, gastronomie, entraide, mérites sportifs). » En 2010, après le décès de son grand chancelier d'alors la cérémonie du serment disparait. Cependant la canne est toujours conservée dans les locaux de Montchat en fête dont la manifestation annuelle se poursuit.

#### Mésaventures du Chat
Dans une niche, à l’angle de la route de Genas et de la rue de l'Église, se trouve une statue en pierre du Chat,. Au même carrefour, de l'autre côté de la rue donc face à lui, également dans une niche, la Vierge Marie est représentée selon une statue en pierre datée de 1863 — un promoteur est tenu de la replacer dans sa niche après transformation de l'immeuble. Ils veillent l'un et l'autre à l’entrée de Montchat.
Les assauts du temps suppriment la tête du félin dans les années cinquante. Le montchatois et médailleur, Paul Penin, réalise alors une figuration en pierre. Le 5 mars 1998, des voleurs profitent d’un échafaudage de travaux de réfection pour desceller puis emporter l’emblème. Heureusement deux semaines plus tard la statue est retrouvée dans une décharge en assez bon état général. Elle est ensuite replacée.

### Personnalités liées au quartier
- René-Maurice Gattefossé (1881-1950), né à Montchat, précurseur en aromathérapie et dont un établissement siège momentanément à Montchat.
- Elsa Triolet (1896-1970) et Louis Aragon (1897-1982), poètes et romanciers, fondent pendant l'Occupation dans le quartier Montchat le Comité national des écrivains.
- Jean Reverzy (1914-1959), médecin installé à Montchat et écrivain, récompensé en 1954 par le prix Renaudot pour son roman Le Passage.
- René Tavernier (1915-1989), écrivain et journaliste replié pendant l'Occupation dans le quartier Montchat, éditeur de la revue littéraire libre Confluences.
- Najat Vallaud-Belkacem (1977), femme politique, conseillère générale du canton Lyon-XIII (essentiellement Montchat[144]) de 2008 à 2014.

## Pour approfondir

### Autres sources

#### Plan local d'urbanisme du Grand Lyon,métropole de Lyon, 2005-2016
- Métropole de Lyon, Documents généraux (hors Givors – Grigny – Lissieu) : Rapport de présentation, vol. 1 : Diagnostic et enjeux du territoire (PLU), Métropole de Lyon, 2005, 384 p. (lire en ligne [PDF]), Introduction, « Des premières implantations humaines à l’agglomération lyonnaise contemporaine ».
- Métropole de Lyon, Documents généraux (hors Givors – Grigny – Lissieu) : Rapport de présentation, vol. 1, op. cit. (lire en ligne [PDF]), partie 1, chap. 1 (« Une géographie contrastée, fondement de la richesse des paysages et cadre pour la ville. Relief, géologie et cours d'eau… »).
- Métropole de Lyon, Documents généraux (hors Givors – Grigny – Lissieu) : Rapport de présentation, vol. 1 (PLU, op. cit.) (lire en ligne [PDF]), partie 1, chap. 1 (« Une géographie contrastée, fondement de la richesse des paysages et cadre pour la ville. La trame verte »).
- Métropole de Lyon, Documents de la commune Lyon 3e : PPRN. Inondations Rhône. Centre (plan) (PLU), Métropole de Lyon, février 2009 (lire en ligne [PDF]).
- Métropole de Lyon, Cahier communal : Rapport de présentation. Projet d’aménagement et de développement durable. Orientations d’aménagement, Troisième arrondissement (PLU. Modification n° 11), Métropole de Lyon, 2015, 92 p. (lire en ligne [PDF]), partie 3, chap. 1e (« Périmètre d’intérêt patrimonial : Monchat »).